# Leucospermum
Білоплідник (Leucospermum) — це рід вічнозелених прямостоячих, іноді повзучих чагарників, які відносять до родини Proteaceae, на даний момент відомі сорок вісім видів. Майже всі види легко впізнати як Leucospermum через довгі виступаючі стовпчики, які разом надають квітковій головці вигляду голківниці. Їх можна знайти в Південній Африці, Свазіленді, Зімбабве та Мозамбіку.

## Опис

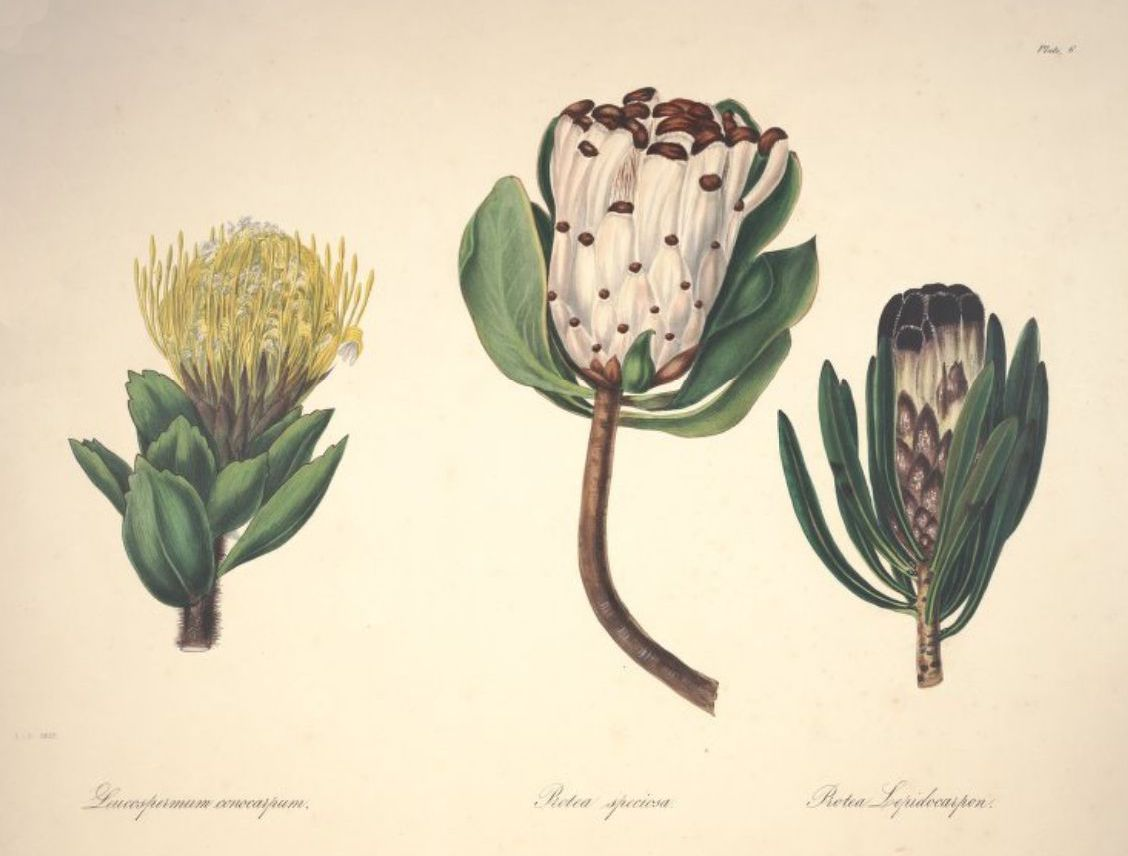
Раннє зображення Leucospermum conocarpodendron (ліворуч) і двох видів Protea Арабелла Елізабет Рупелл

Чагарники в основному мають одне стебло в основі, але деякі види проростають з підземних коренів, з якої рослина може відрости після того, як пожежа знищить надземну біомасу. У всіх видів насіння збирають мурахи, які забирають їх у свої підземні гнізда, щоб харчуватися мурашиним хлібом — стратегія розповсюдження насіння, відома як мірмекохорія. Це гарантує, що насіння не згорять, тому з них можуть вирости нові рослини.
Види Leucospermum здебільшого мають сидячі, прості, переважно шкірясті, часто м'яковолохаті листки, розташовані по спіралі, з цілими краями або частіше, з 3–17 тупими зубцями з потовщеними кінчиками, без прилистків. Квітки зібрані з разом у головки з приквітками знизу або зовні. Плід — горіх овальної або майже кулястої форми.

## Види
Найраніший відомий опис виду, який ми зараз включаємо в рід Leucospermum, був опублікований Паулем Германом у Paradisus Batavus, книзі з описом рослин Hortus Botanicus Leiden (ботанічний сад Лейденського університету), яка була опублікована в 1689 році, через три роки після його смерть. Він назвав його Salix conophora Africana (африканська конусоносна верба), грунтуючись на своїх спостереженнях за Leucospermum conocarpodendron на нижніх схилах Столової гори. У наступні шість десятиліть було опубліковано кілька інших описів, наприклад Леонарда Плукенета, Джеймса Петівера, Джона Рея та Германа Бурхааве. Назви, опубліковані до 1753 року, року, який було обрано як відправну точку для біномінальної номенклатури, запропонованої Карлом Ліннеєм, не є дійсними.
Назва роду Leucospermum походить від грецьких слів λευκός (leukos), що означає «білий», і σπέρμα (sperma), що означає «насіння, сім'я», тобто «біле насіння», що є посиланням на бліду елайосому, що оточує насіння. Види в межах роду в англійській мові називають голківниця (pincushion).

### Галерея

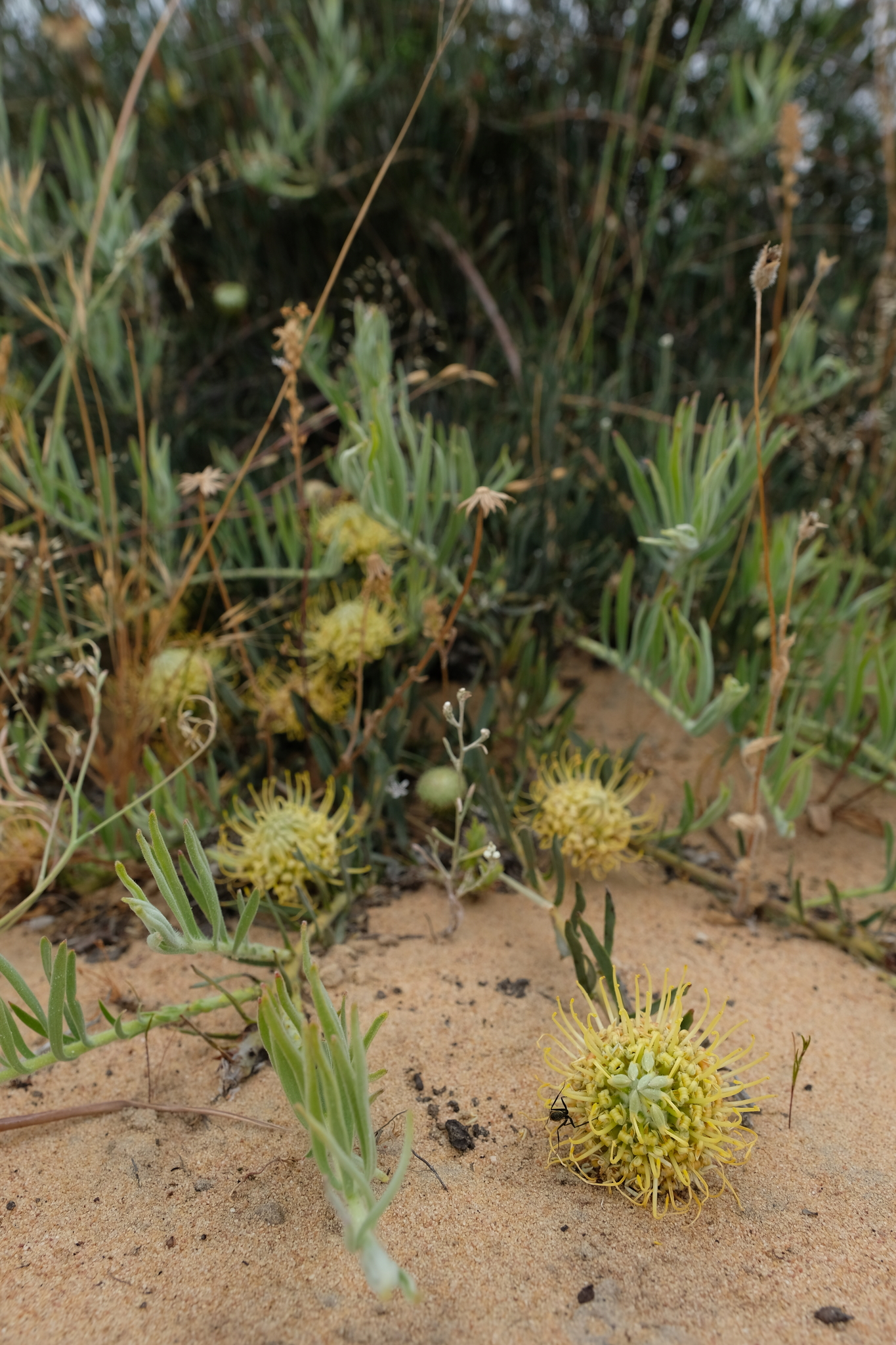
L. arenarium
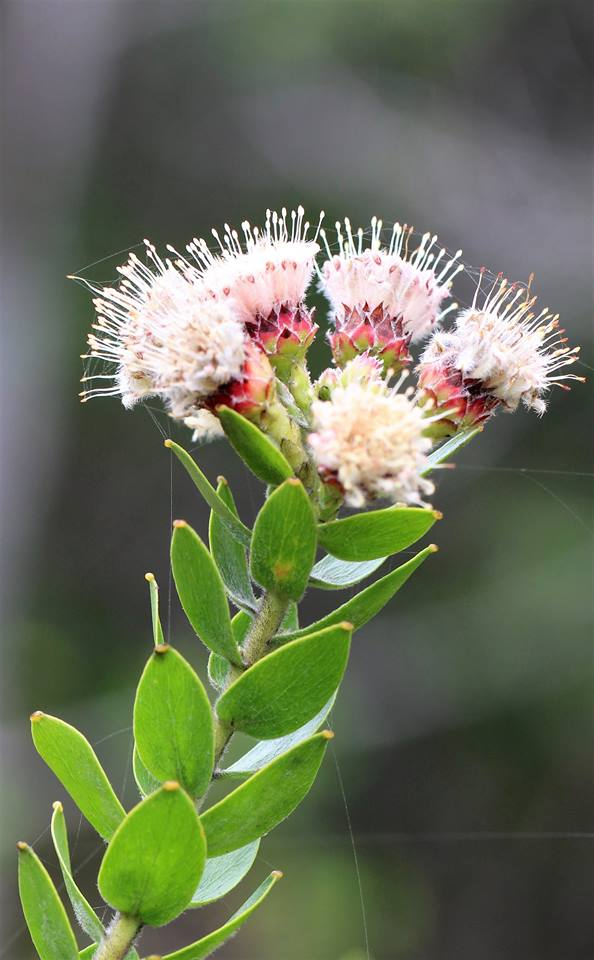
L. bolusii
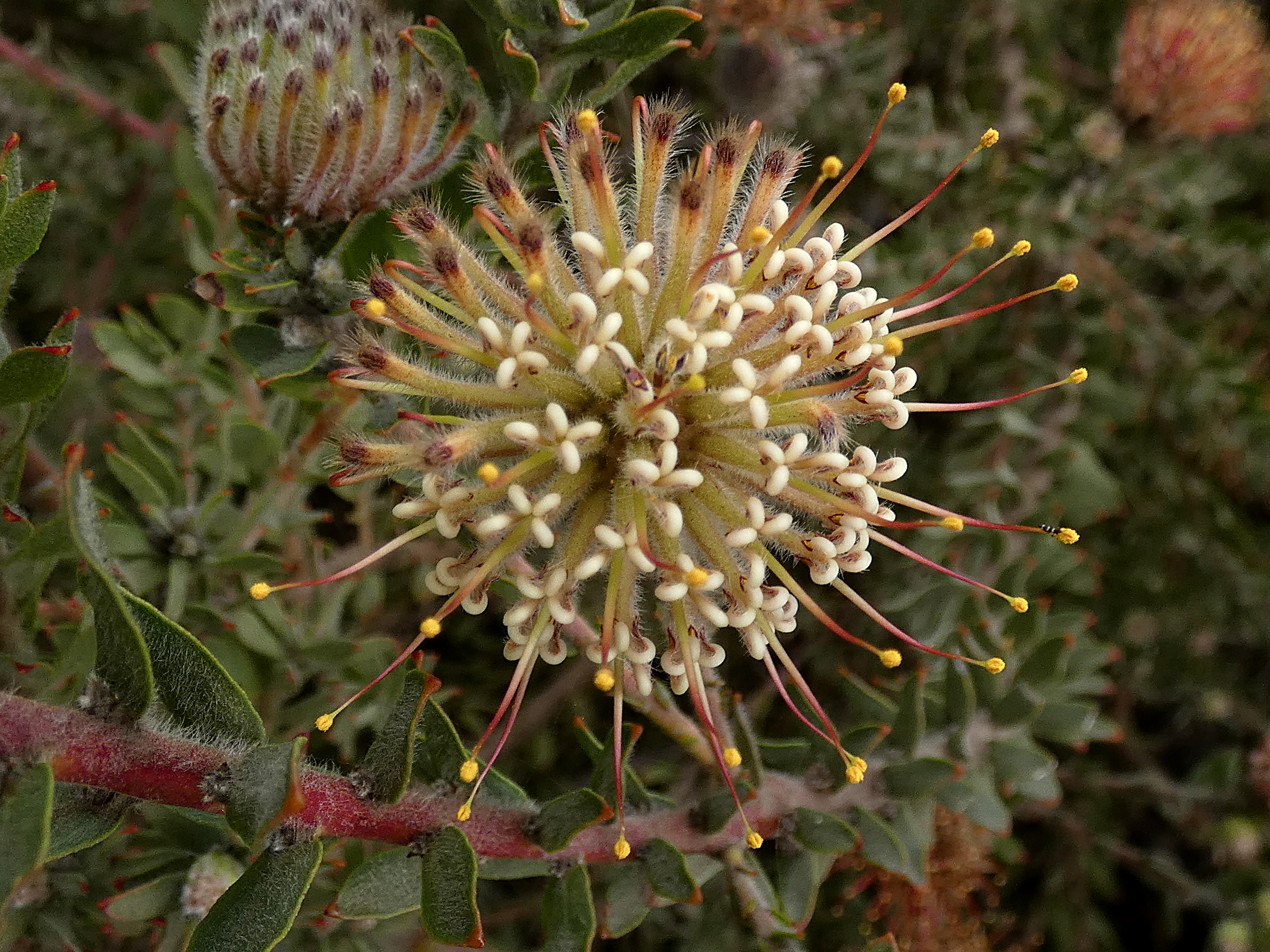
L. calligerum
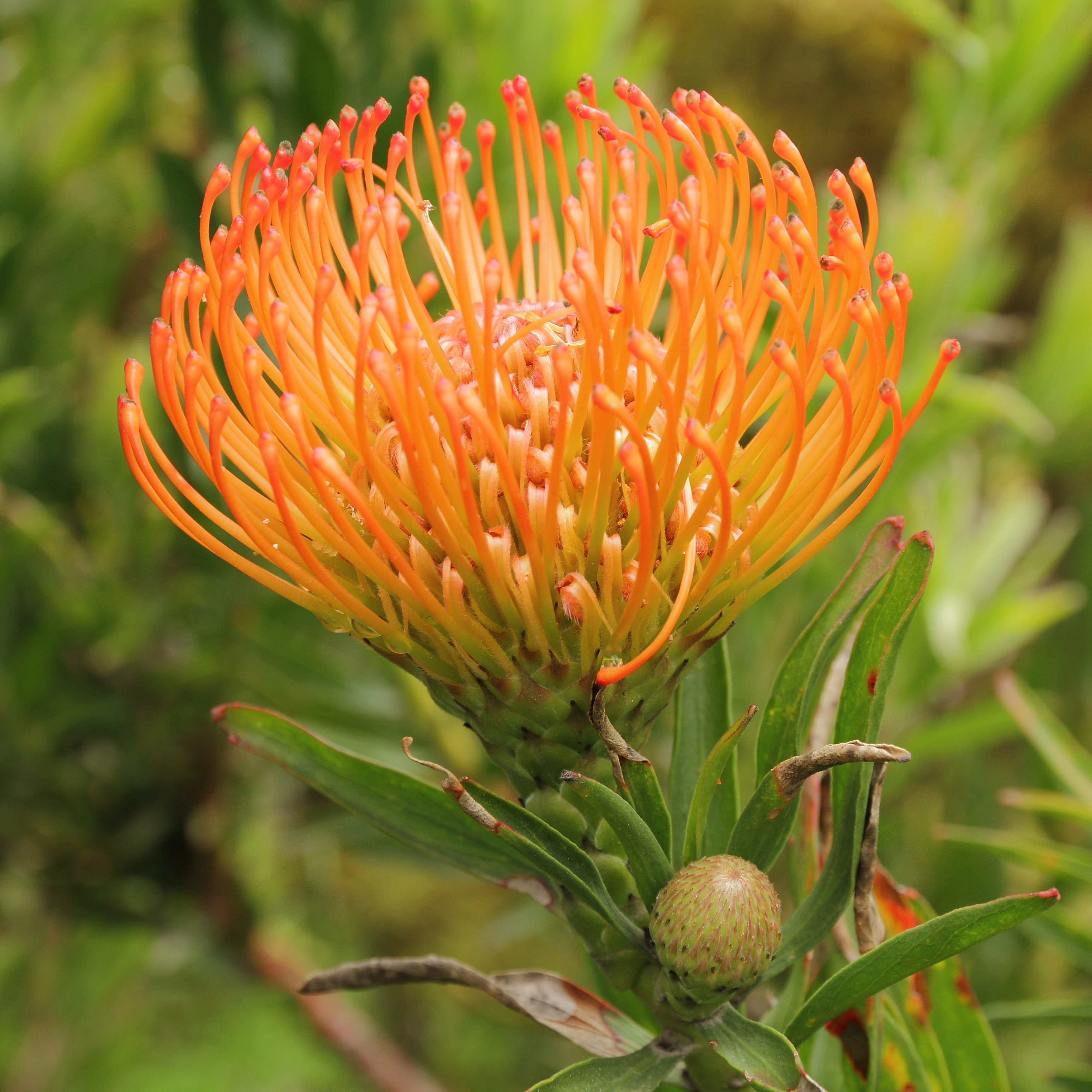
L. catherinae
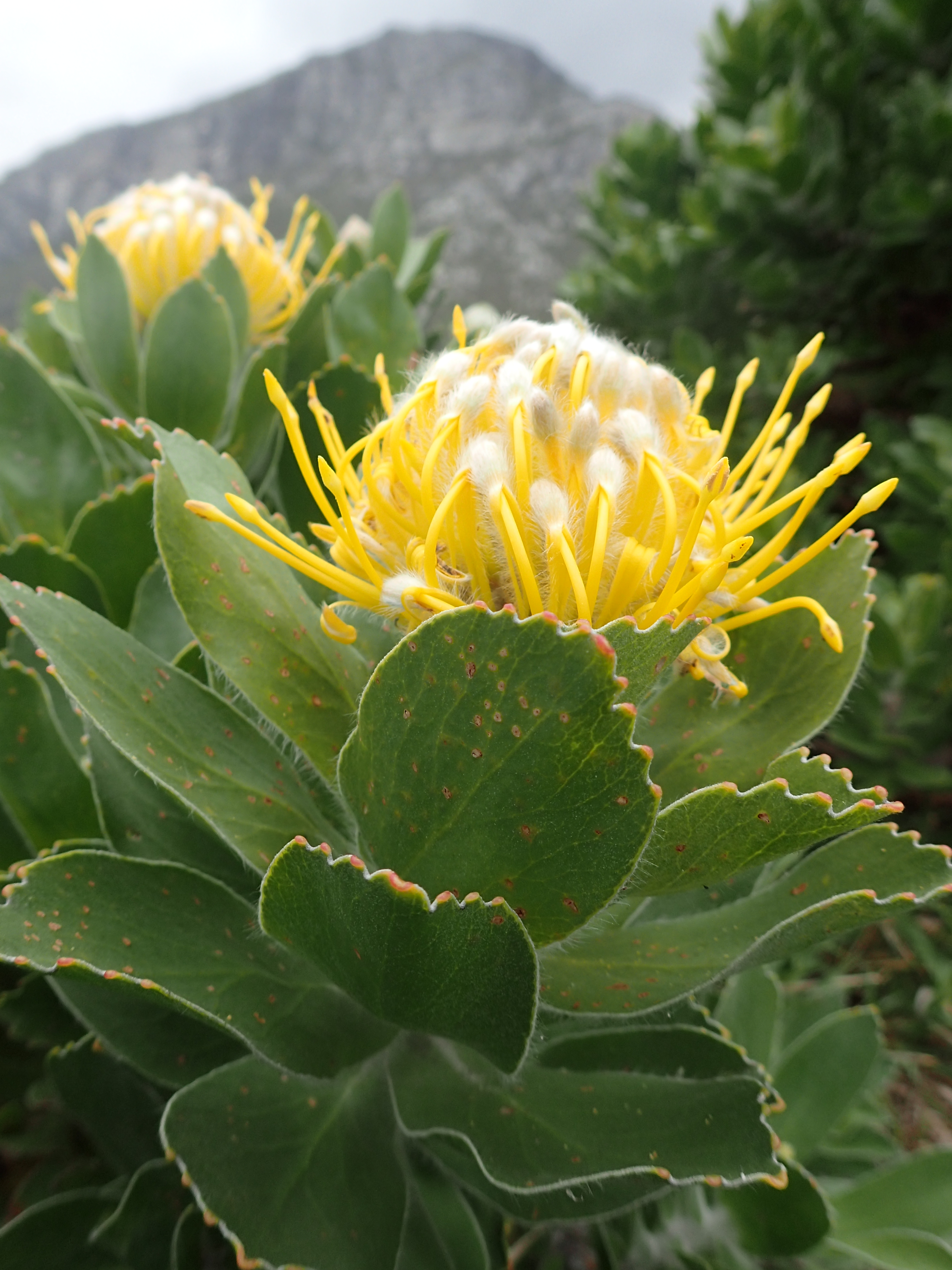
L. conocar-podendron
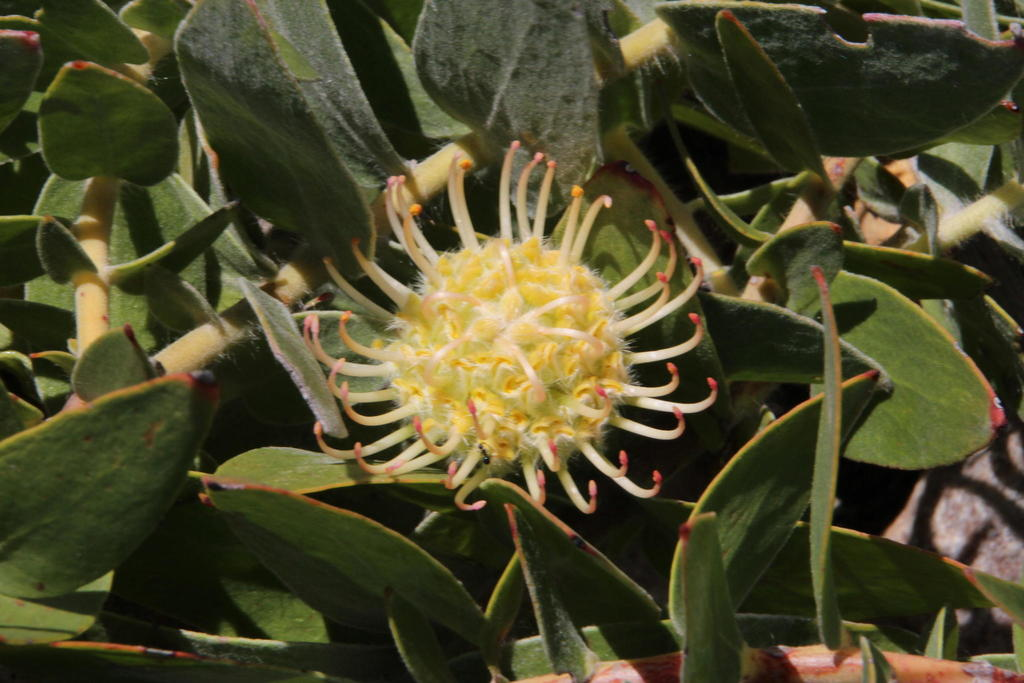
L. cordatum
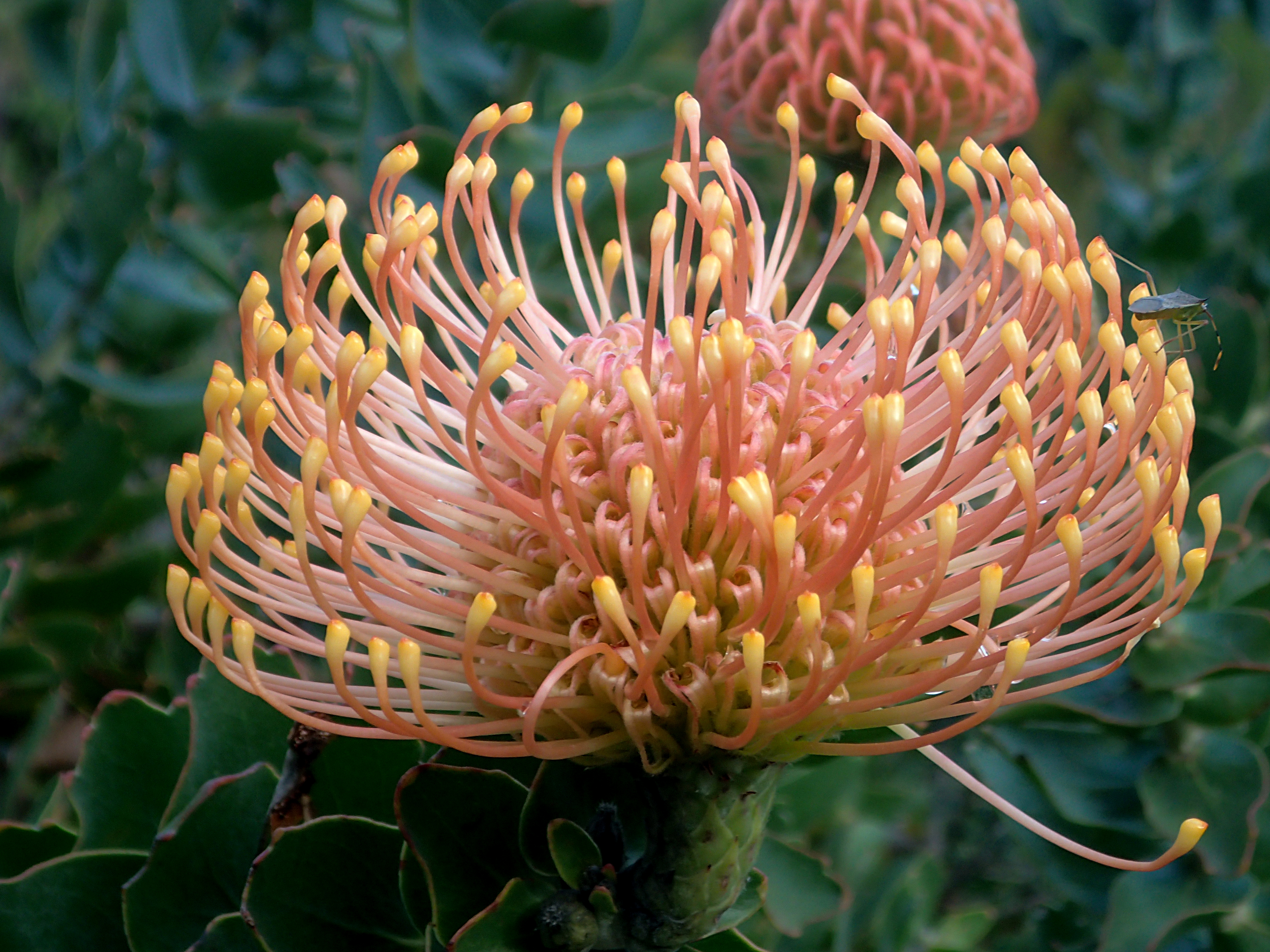
L. cordifolium
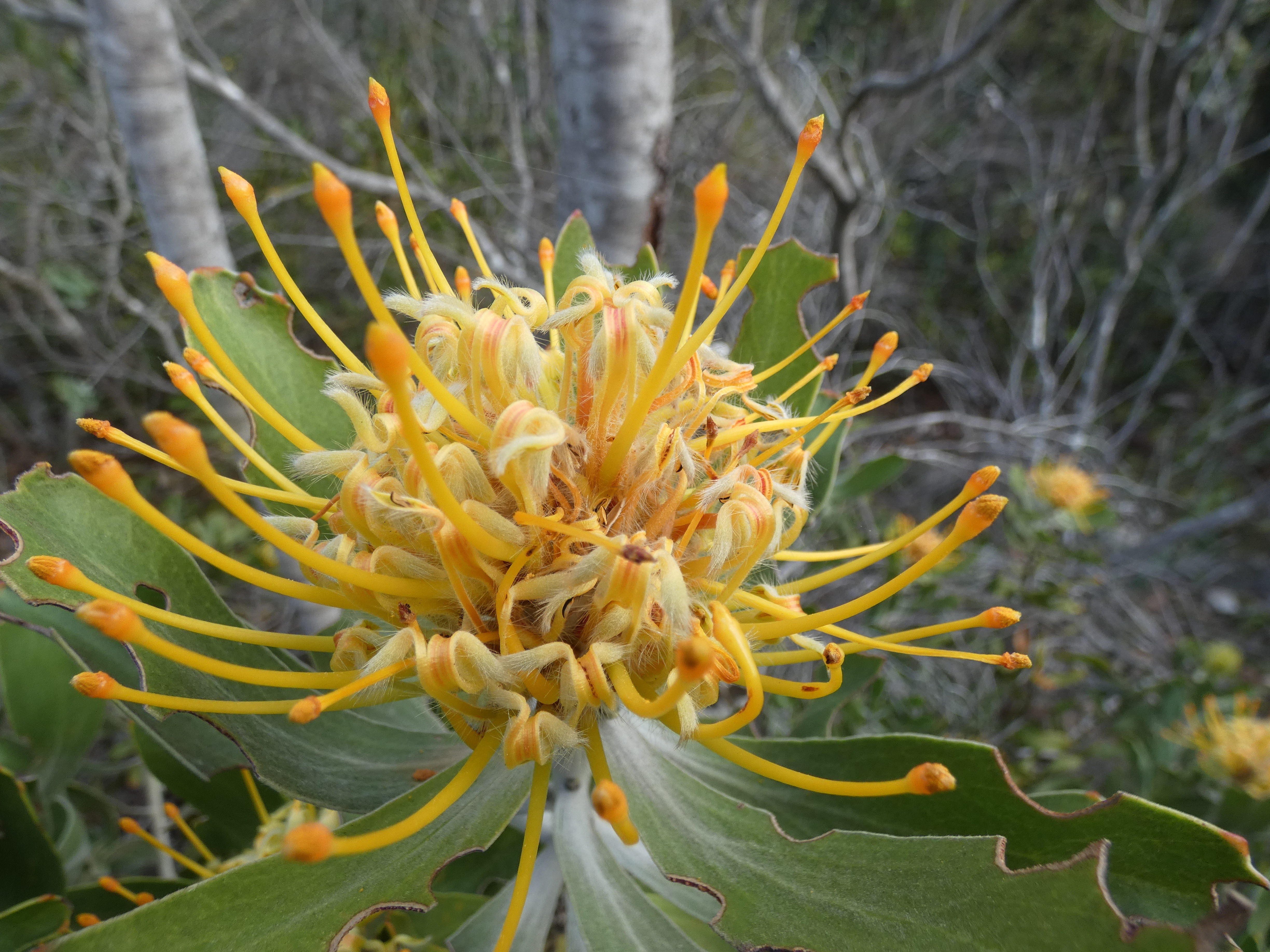
L. cuneiforme
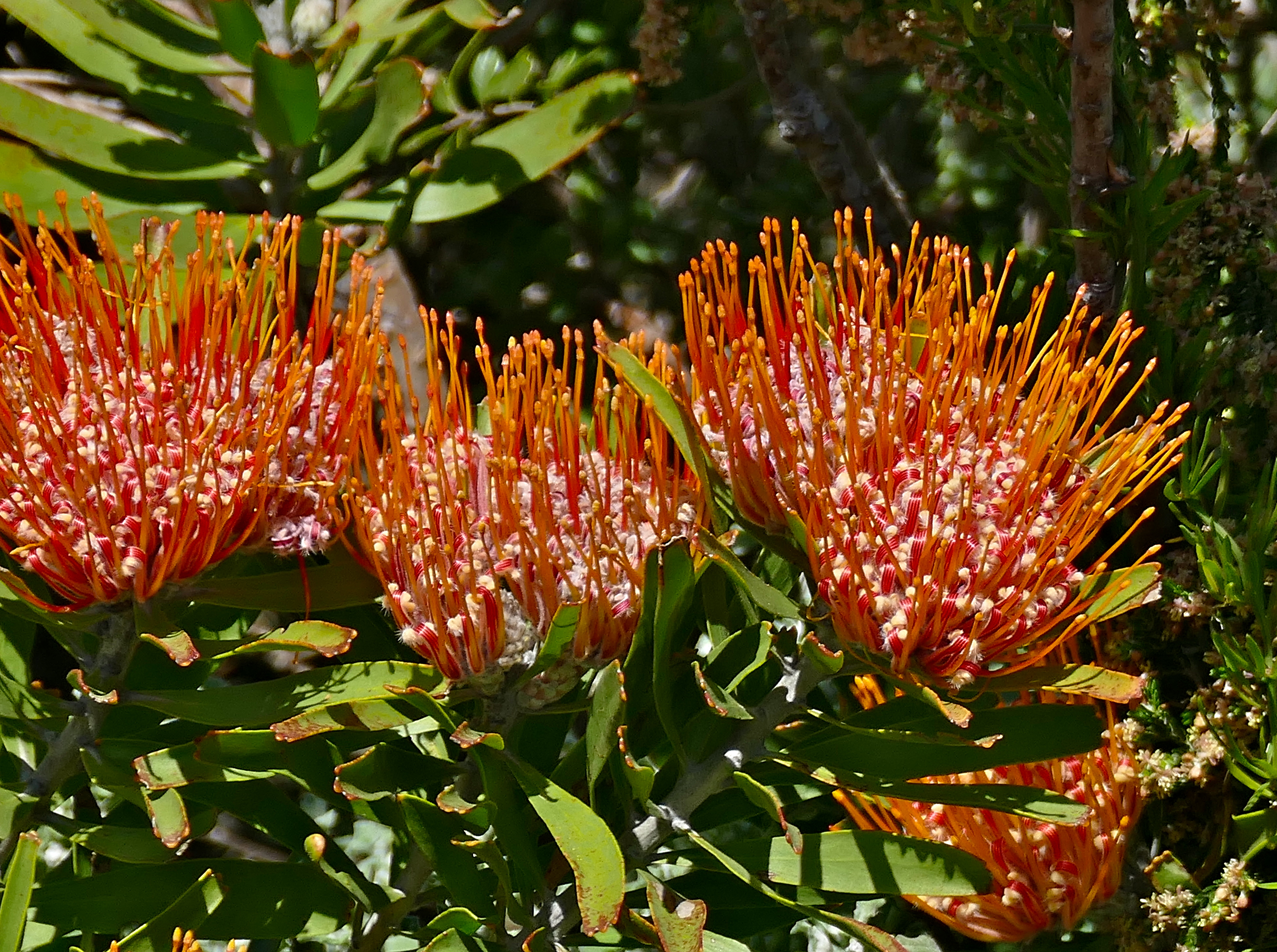
L. erubescens
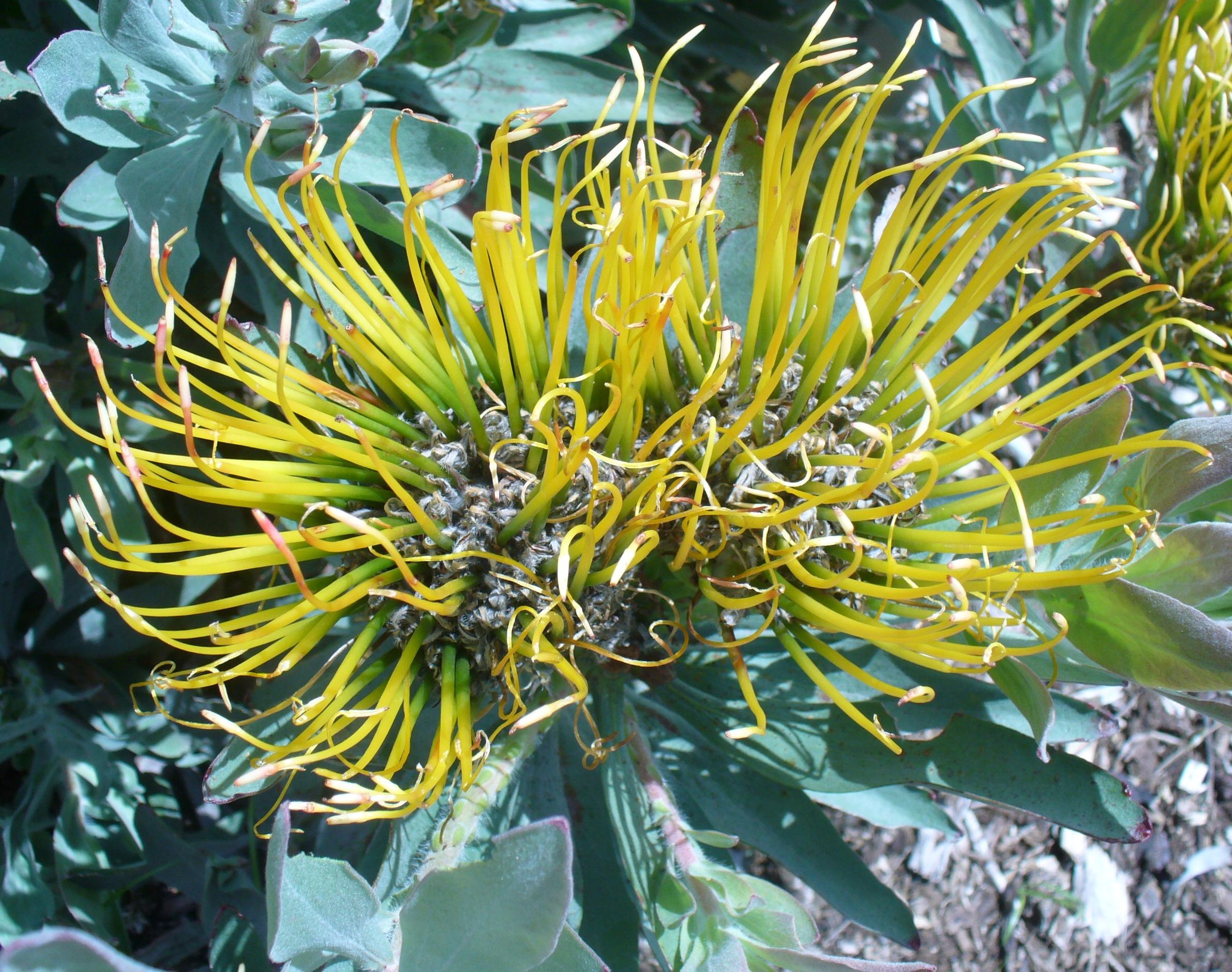
L. formosum
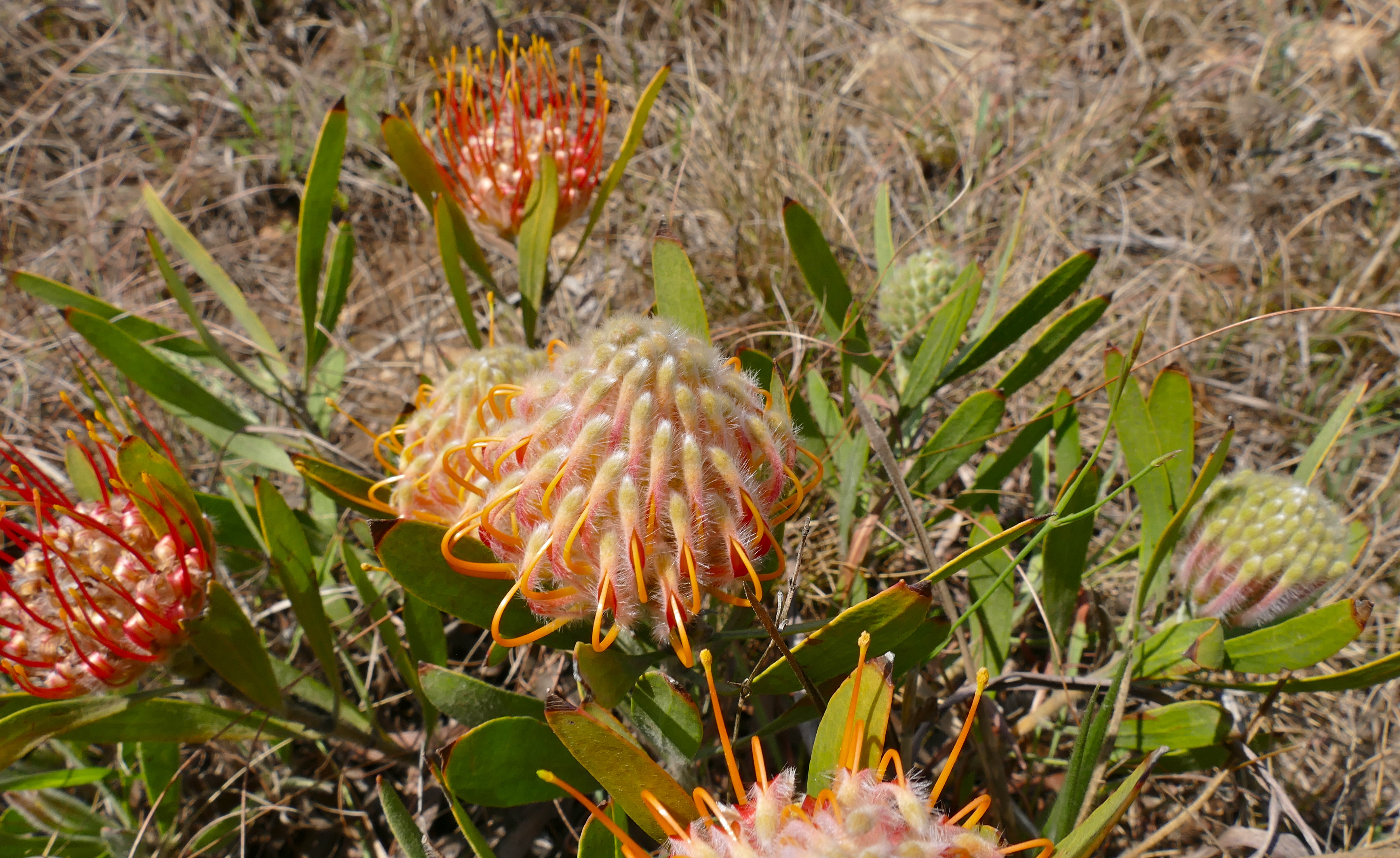
L. gerrardii
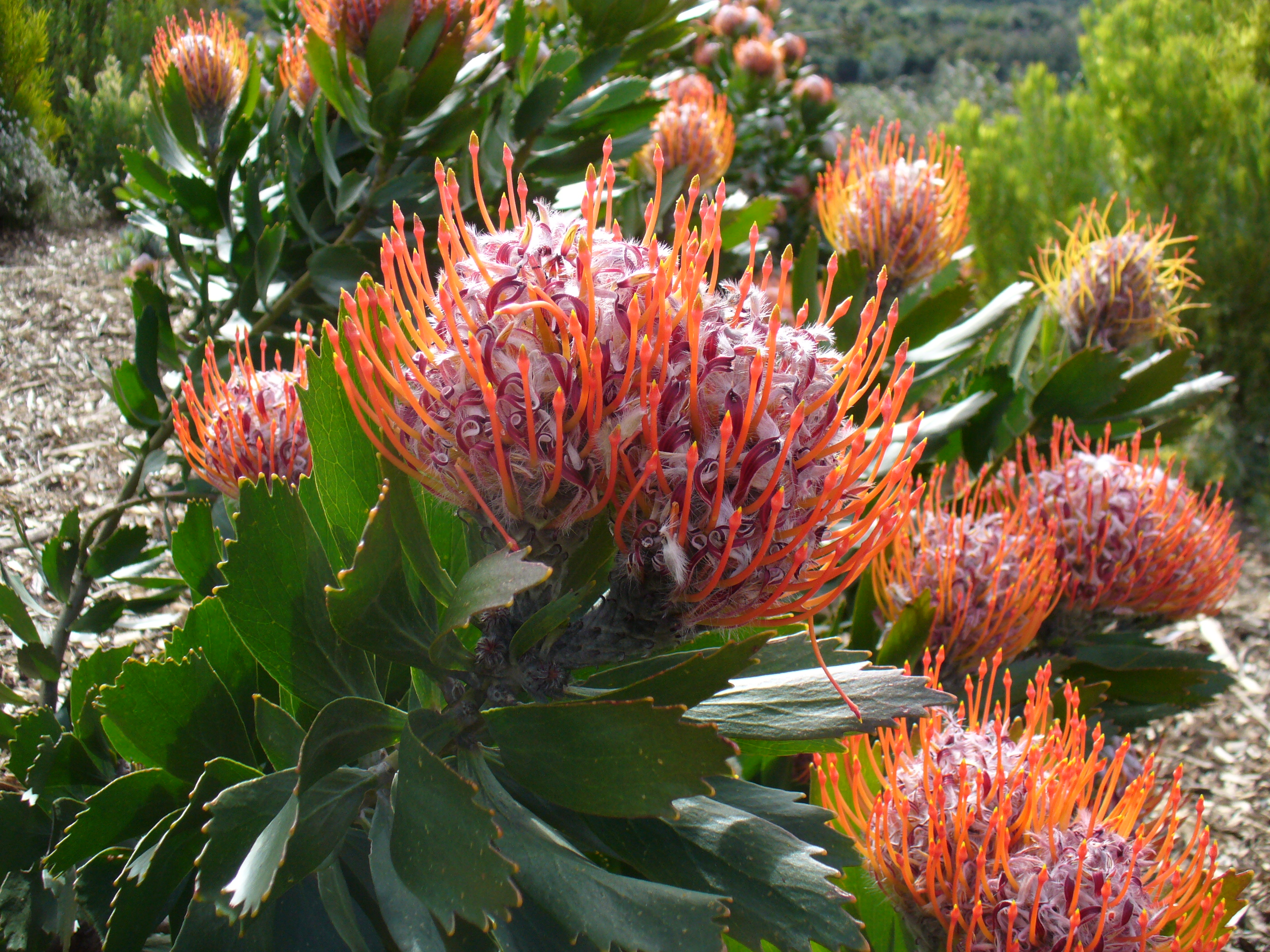
L. glabrum
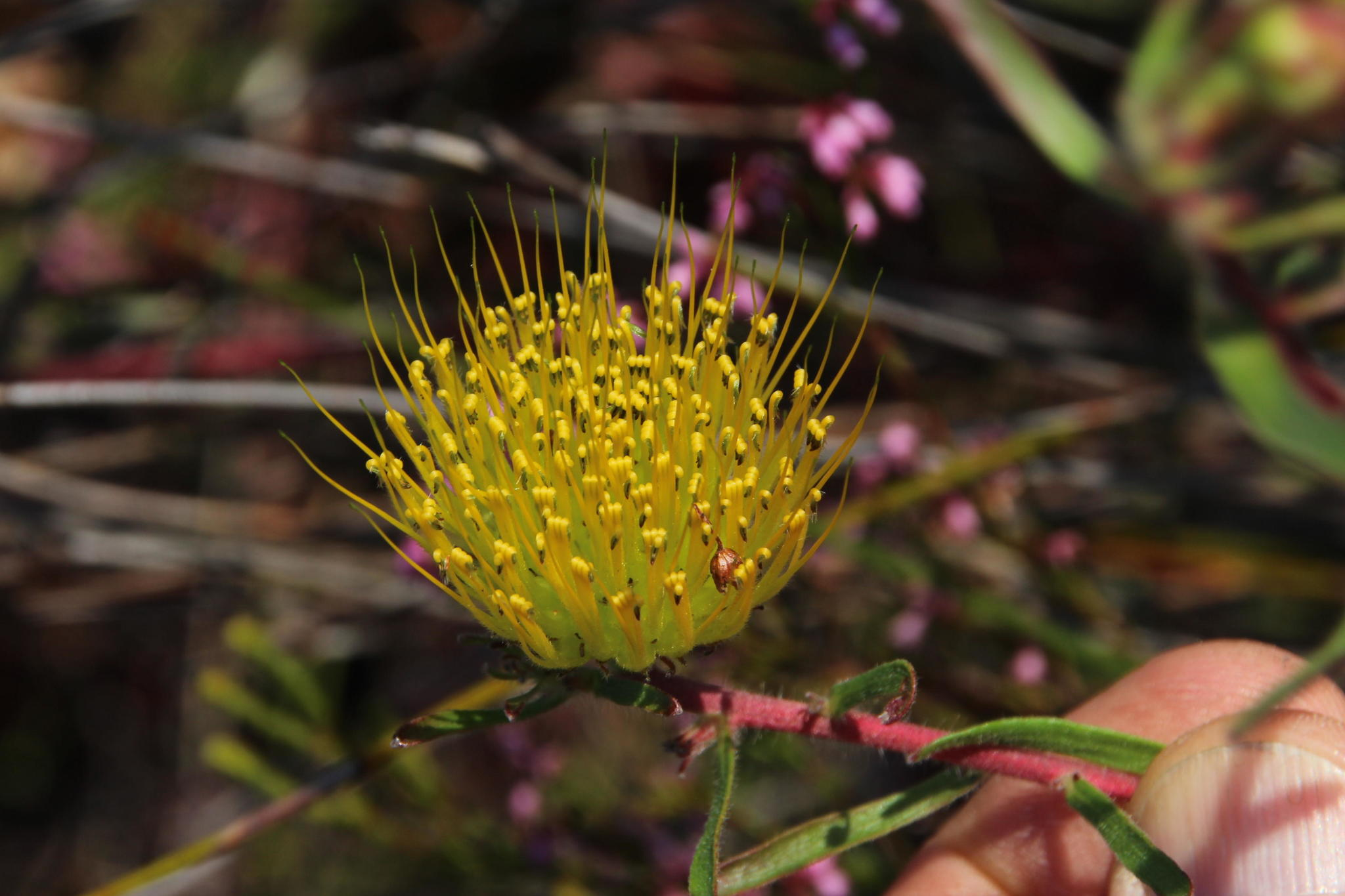
L. gracile
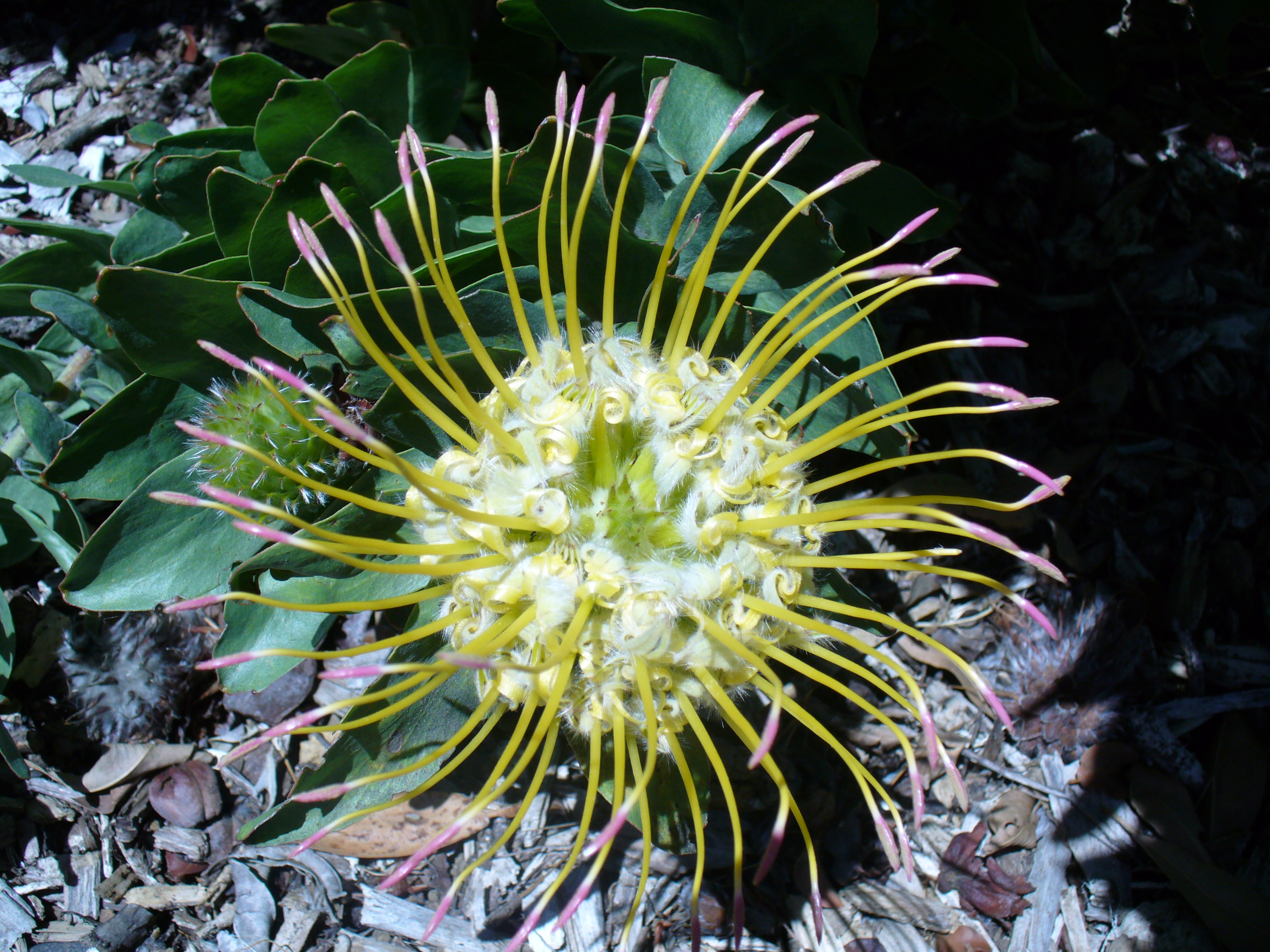
L. grandiflorum
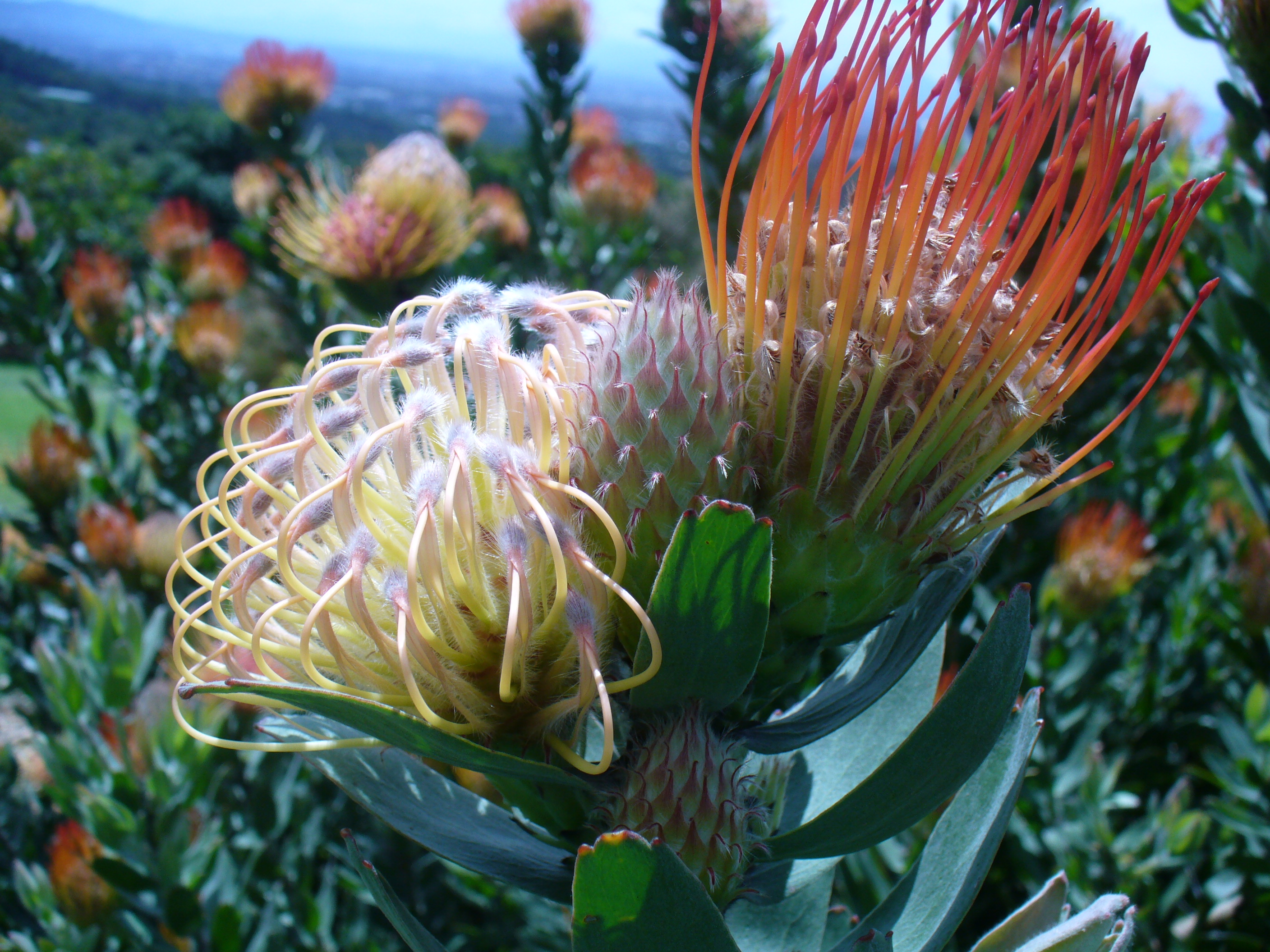
L. gueinzii
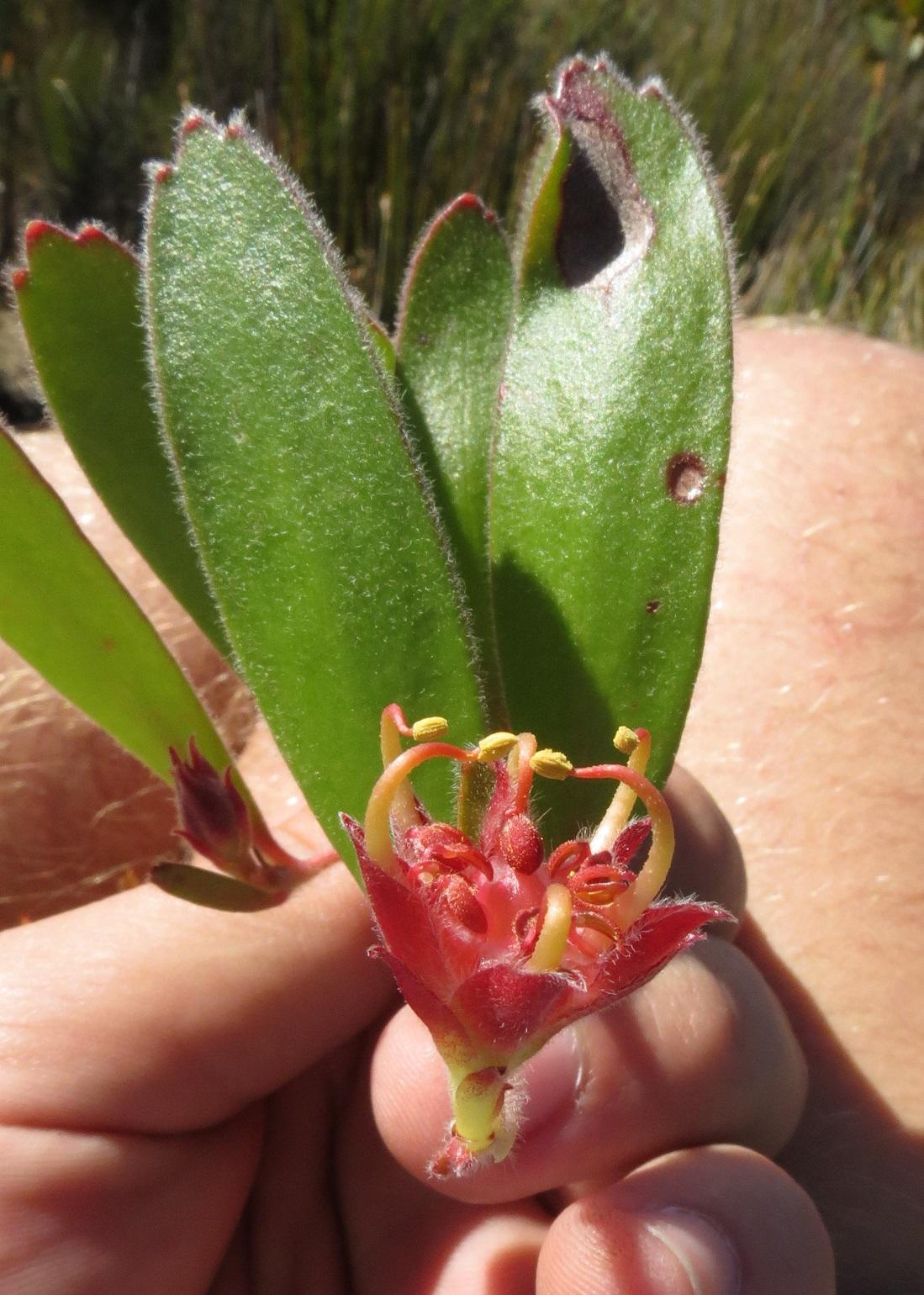
L. hamatum
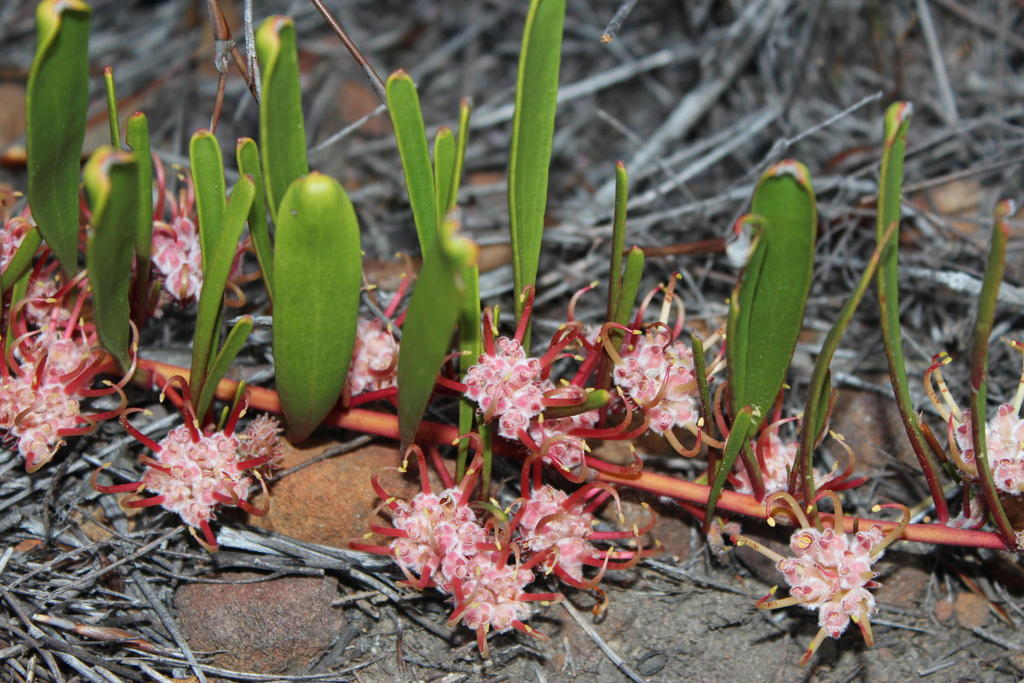
L. harpagonatum
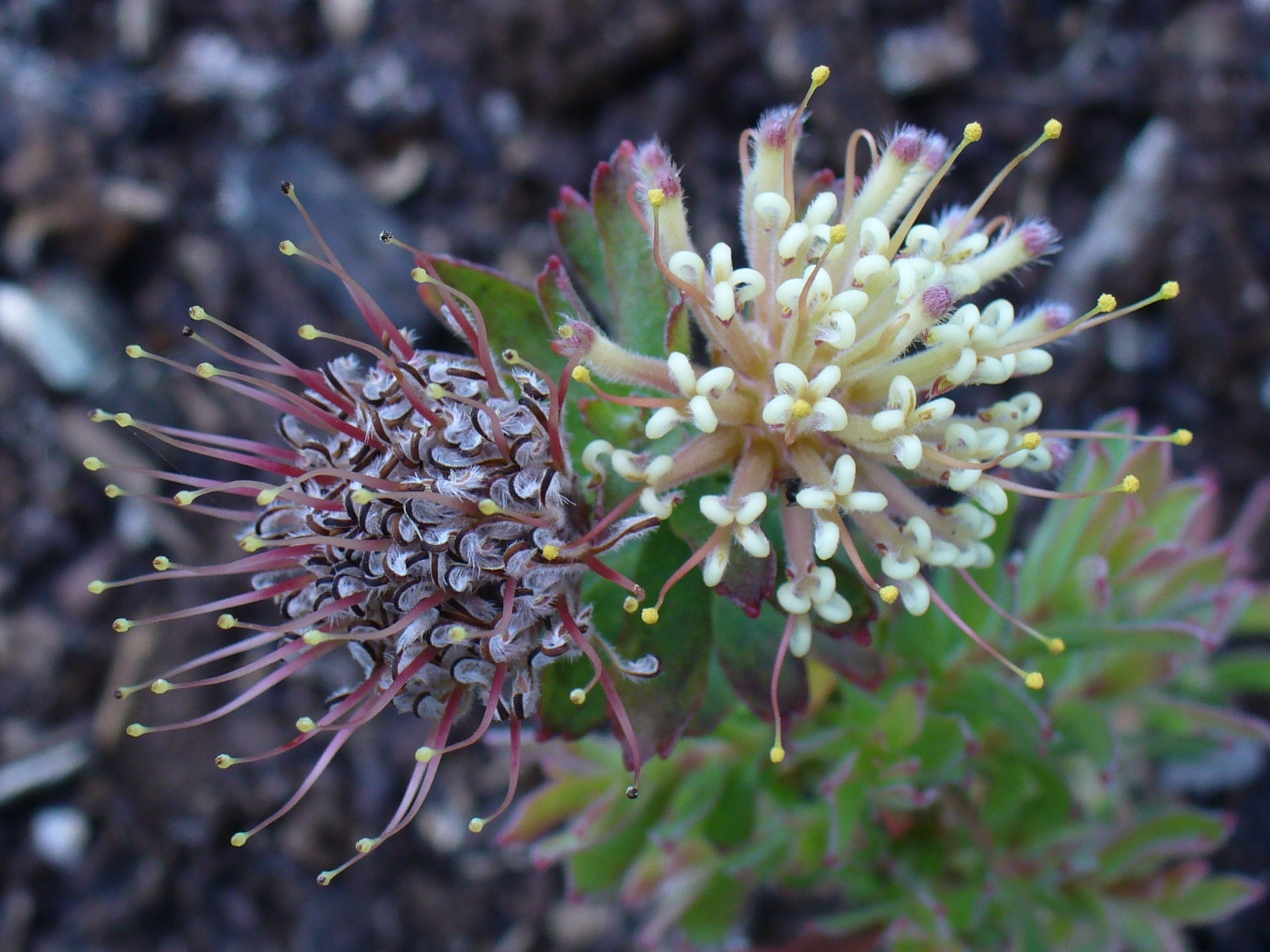
L. heterophyllum
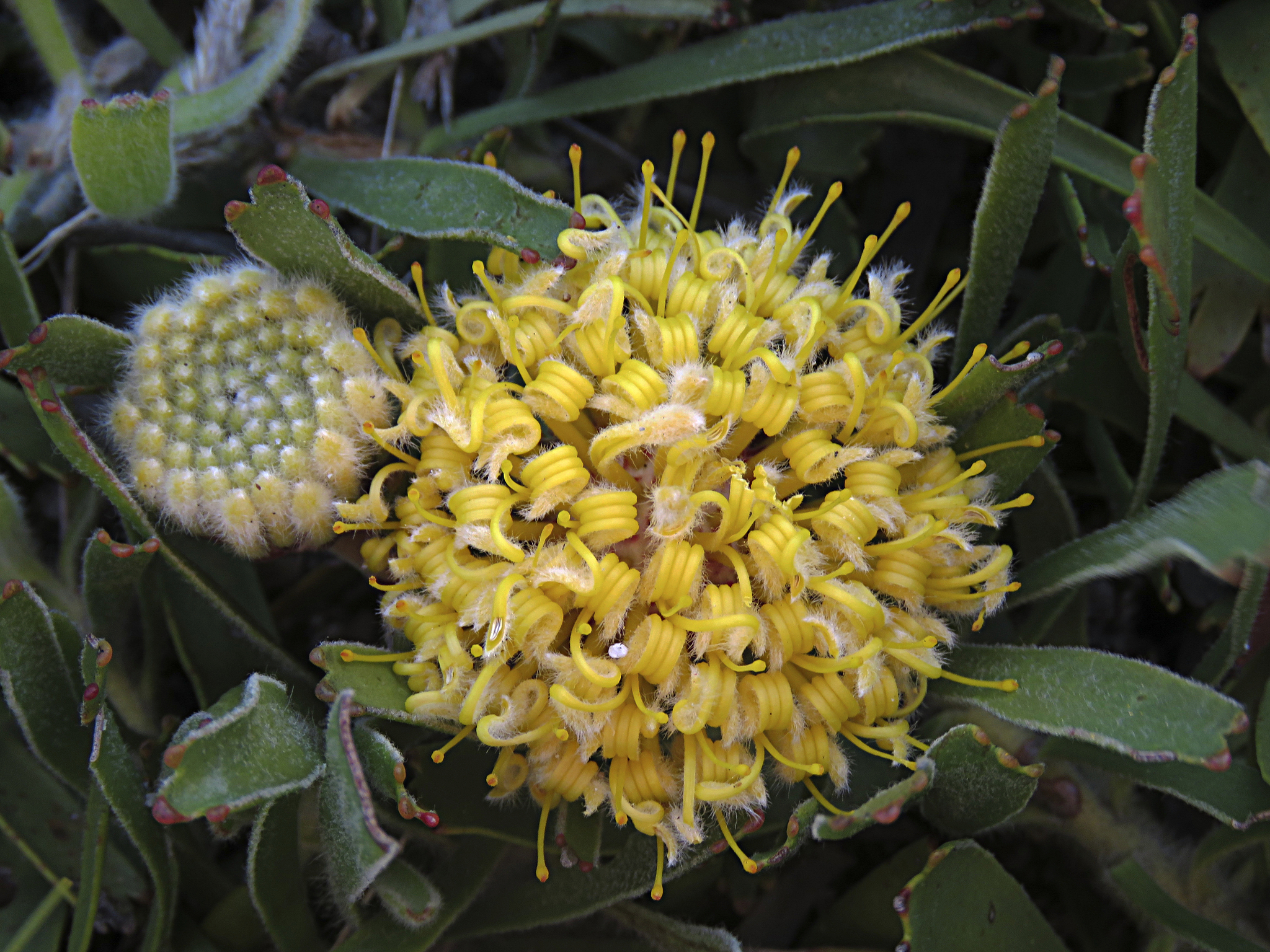
L. hypophyllocarpodendron subsp. гіпофілокарподендрон
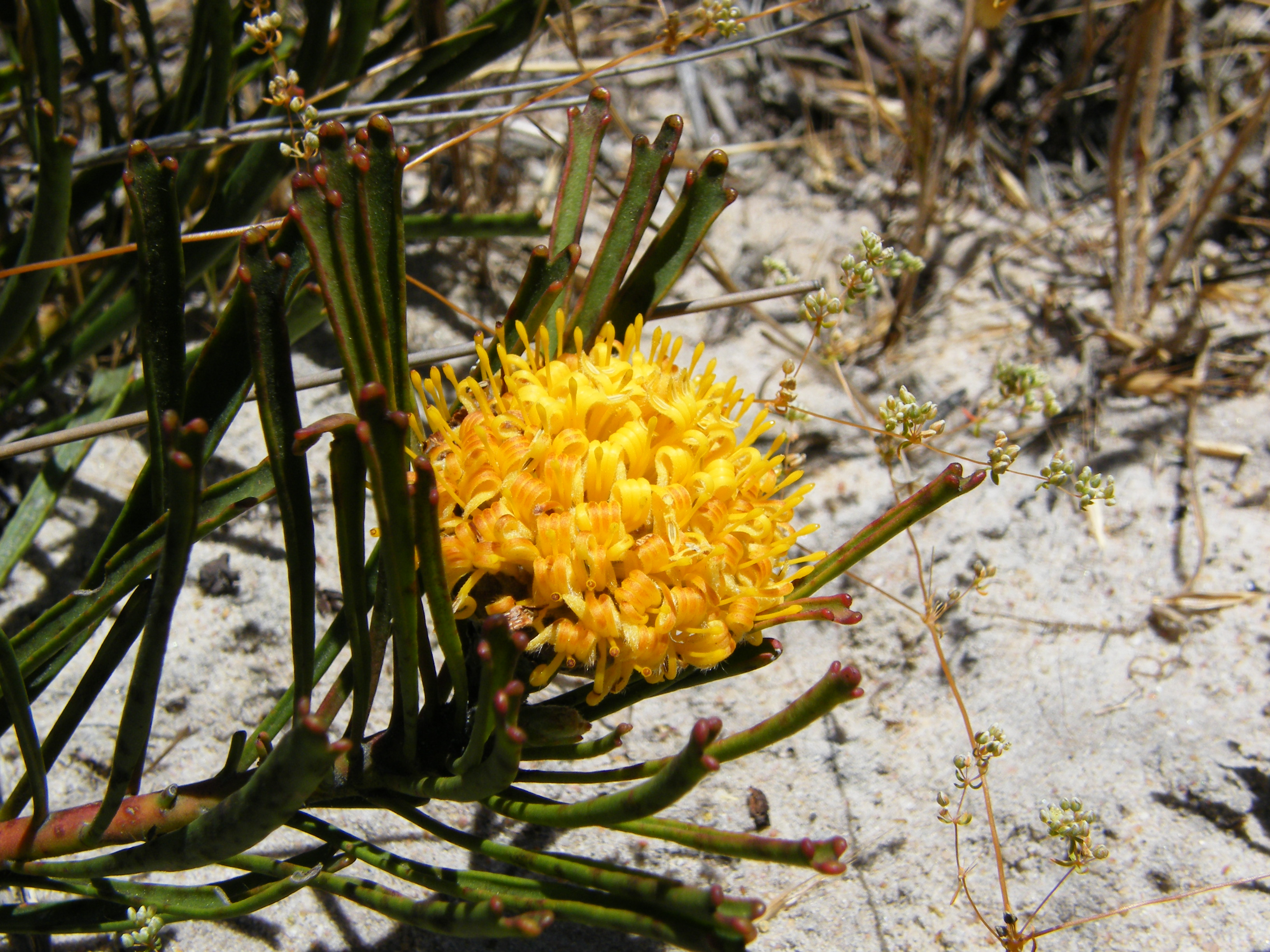
L. hypophyllocarpodendron subsp. canaliculatum
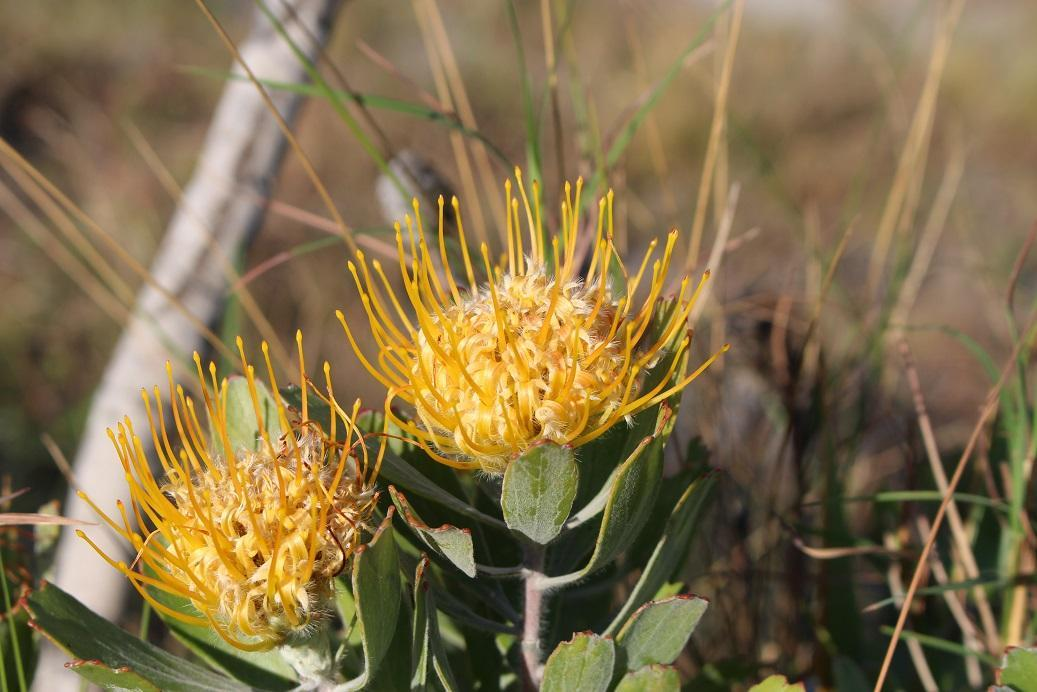
L. innovans
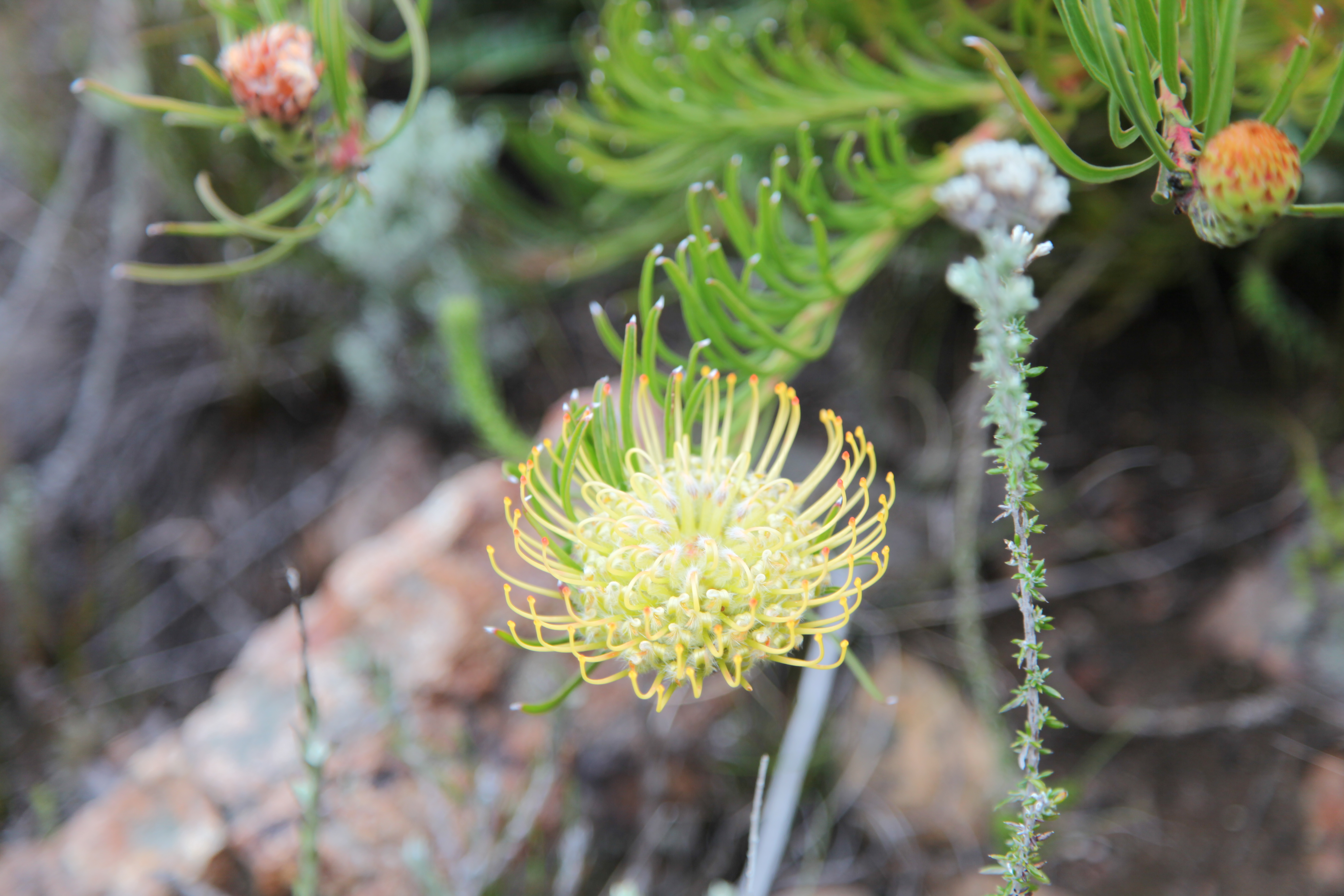
L. lineare
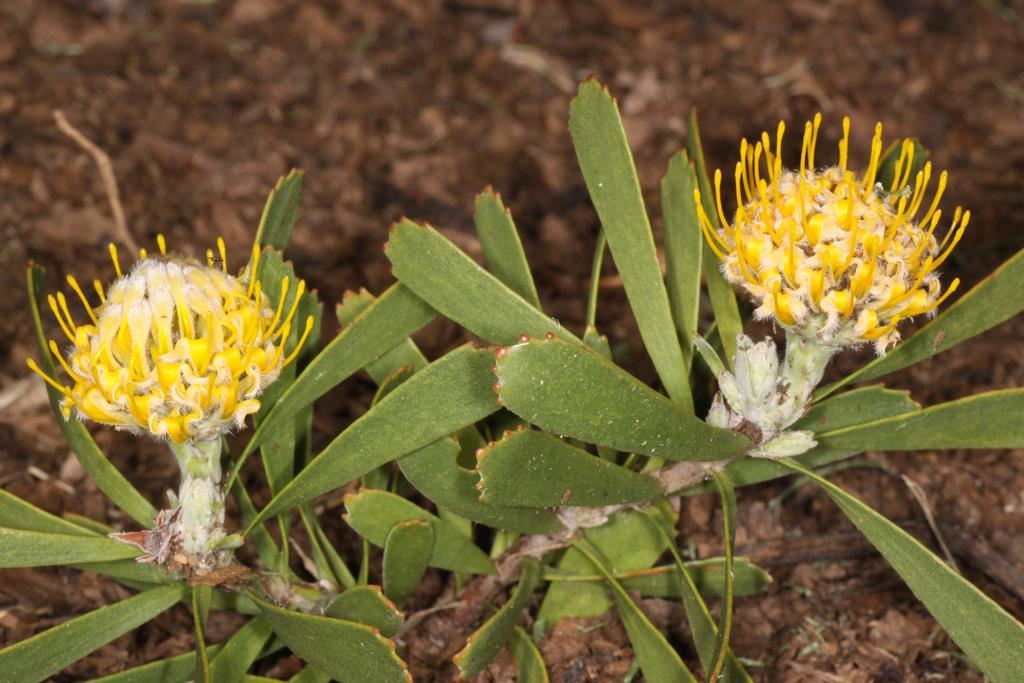
L. muirii
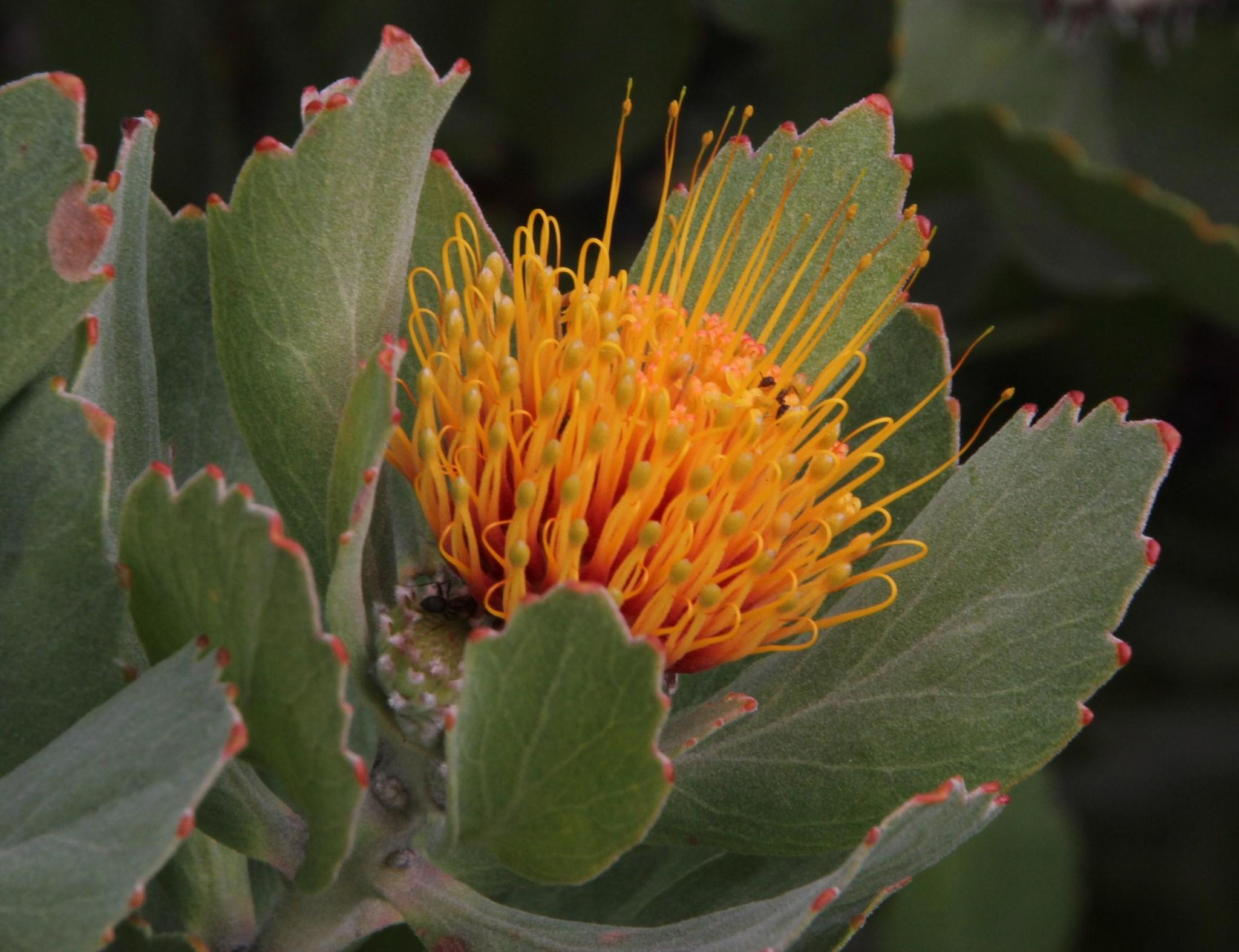
L. mundii
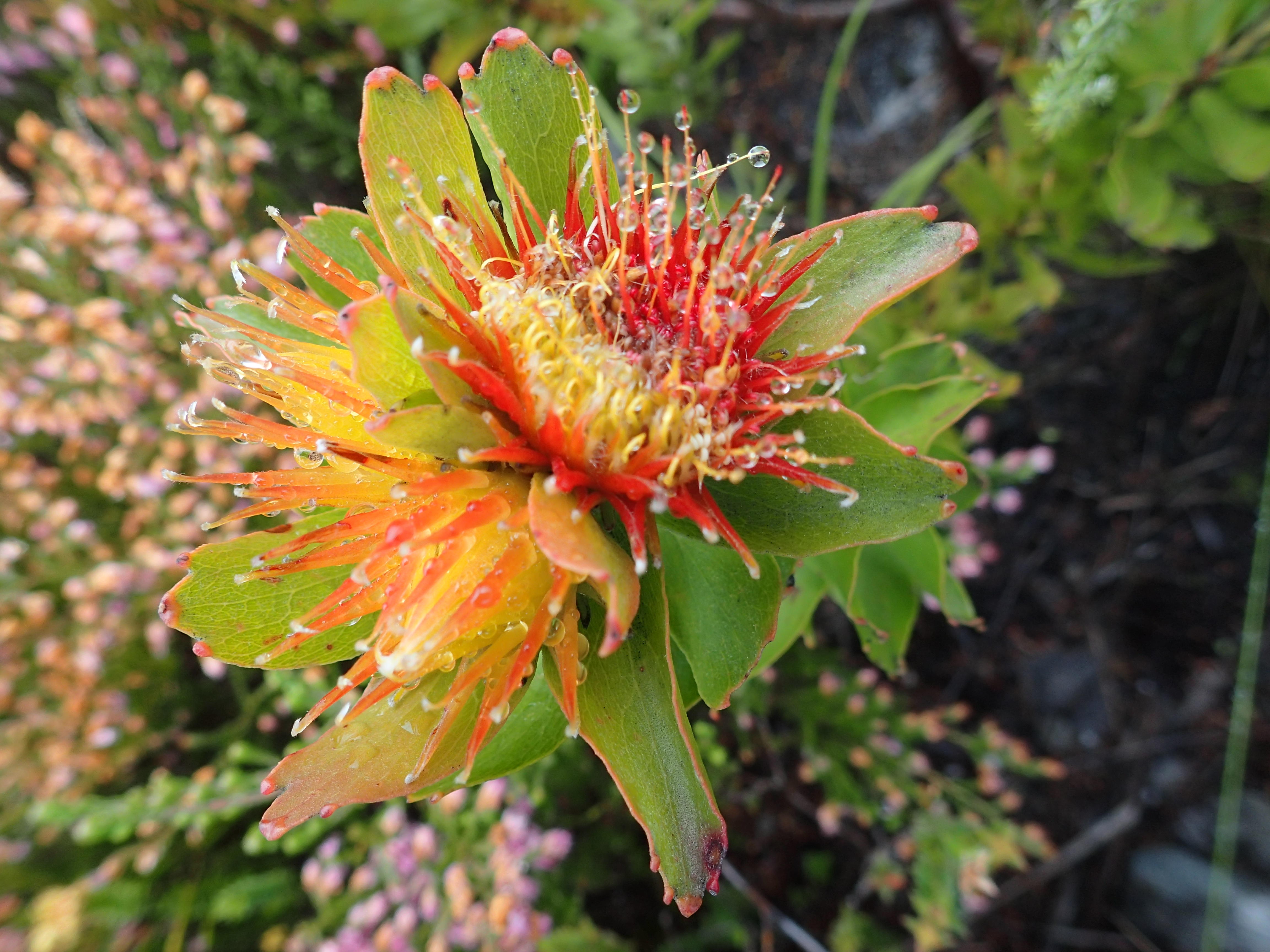
L. oleifolium
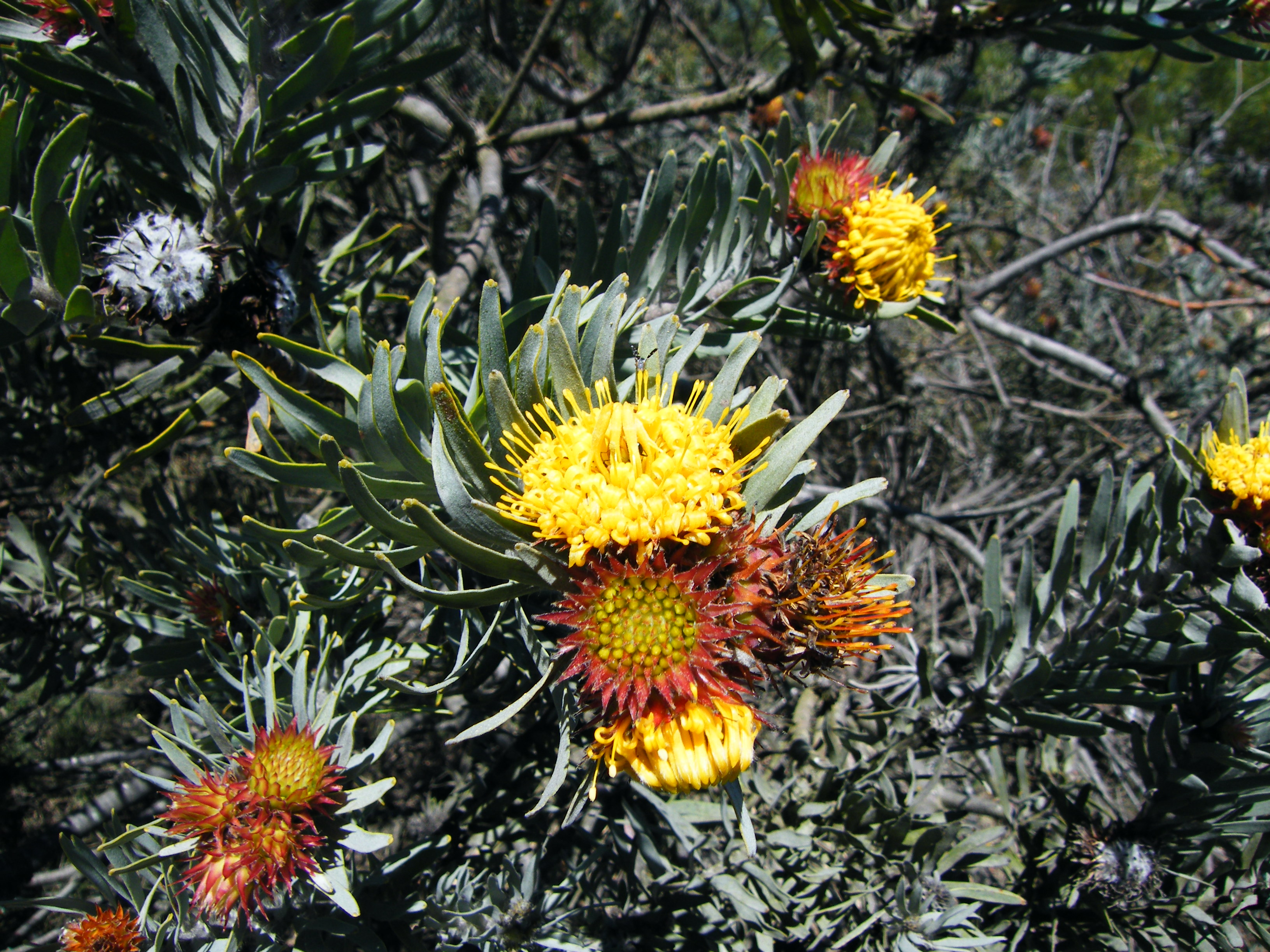
L. parile
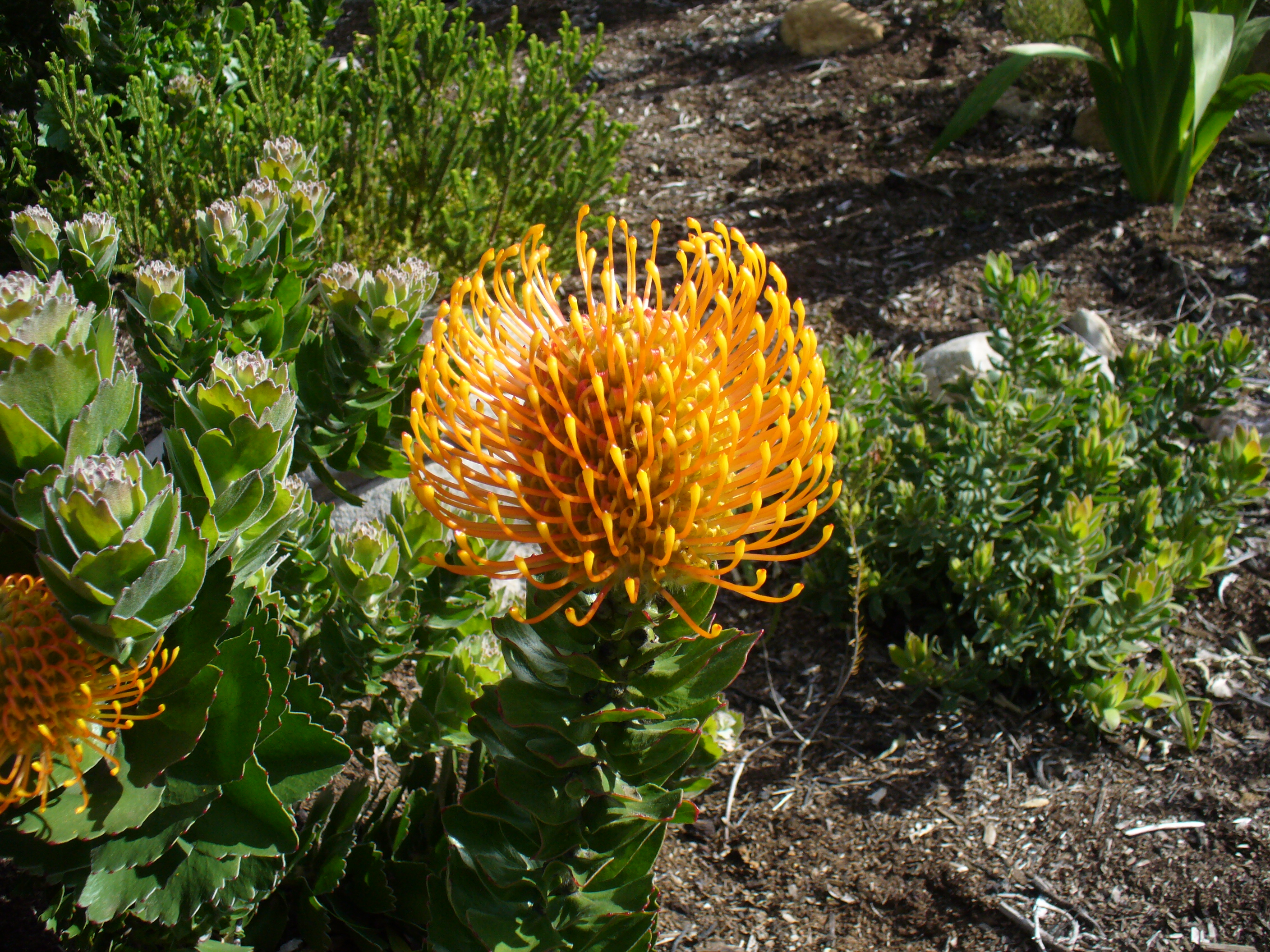
L. patersonii
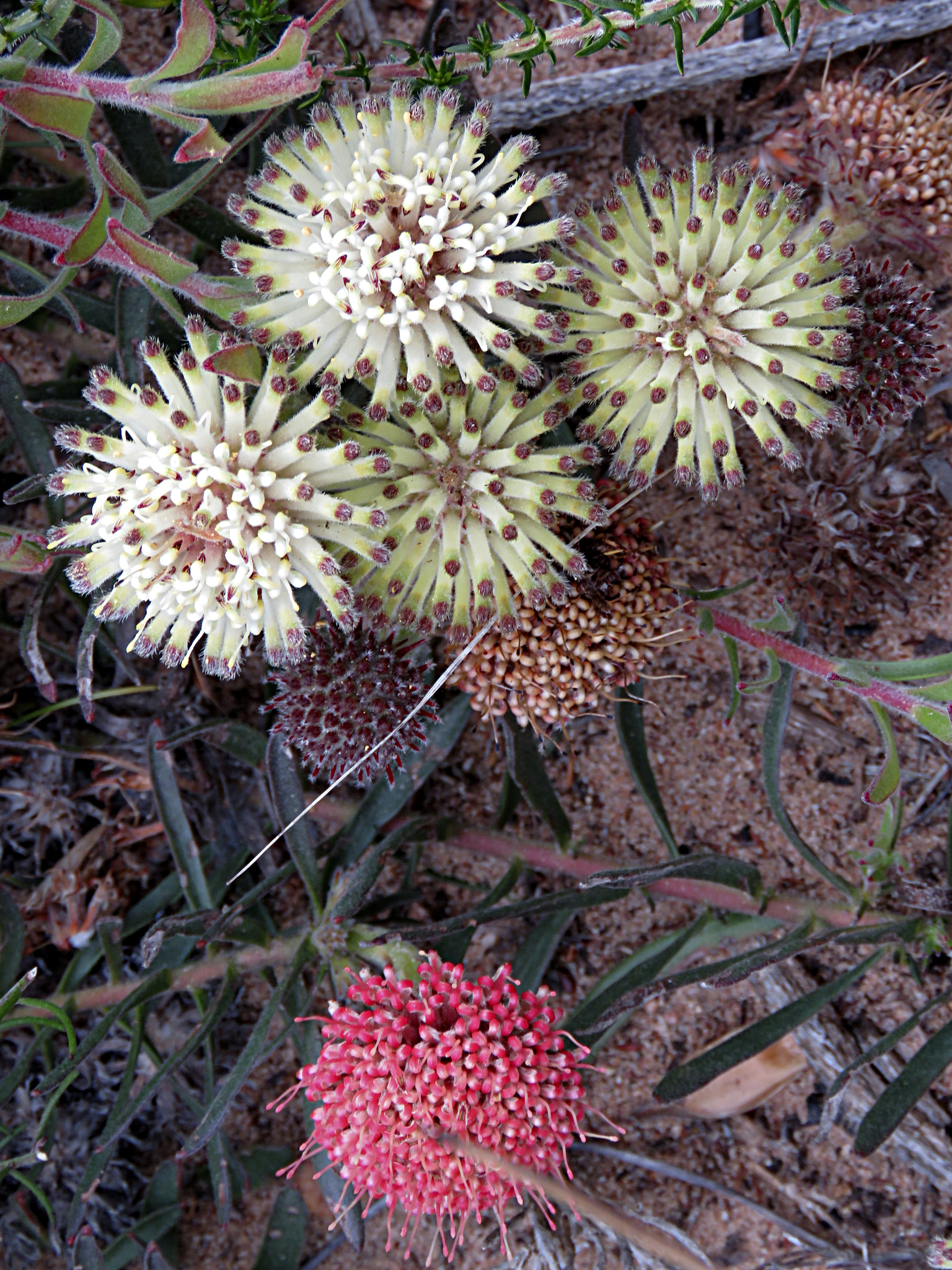
L. pedunculatum
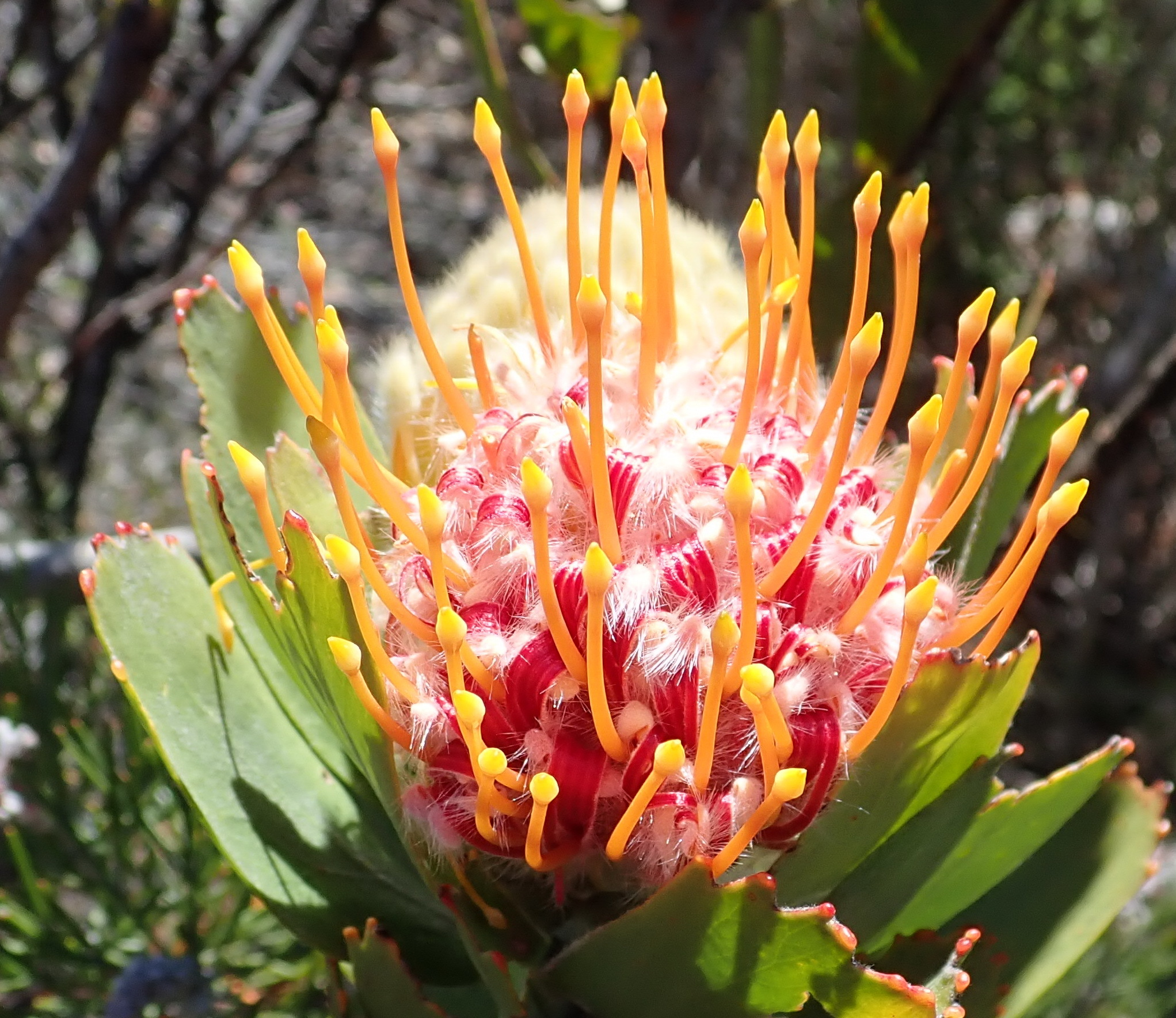
L. pluridens
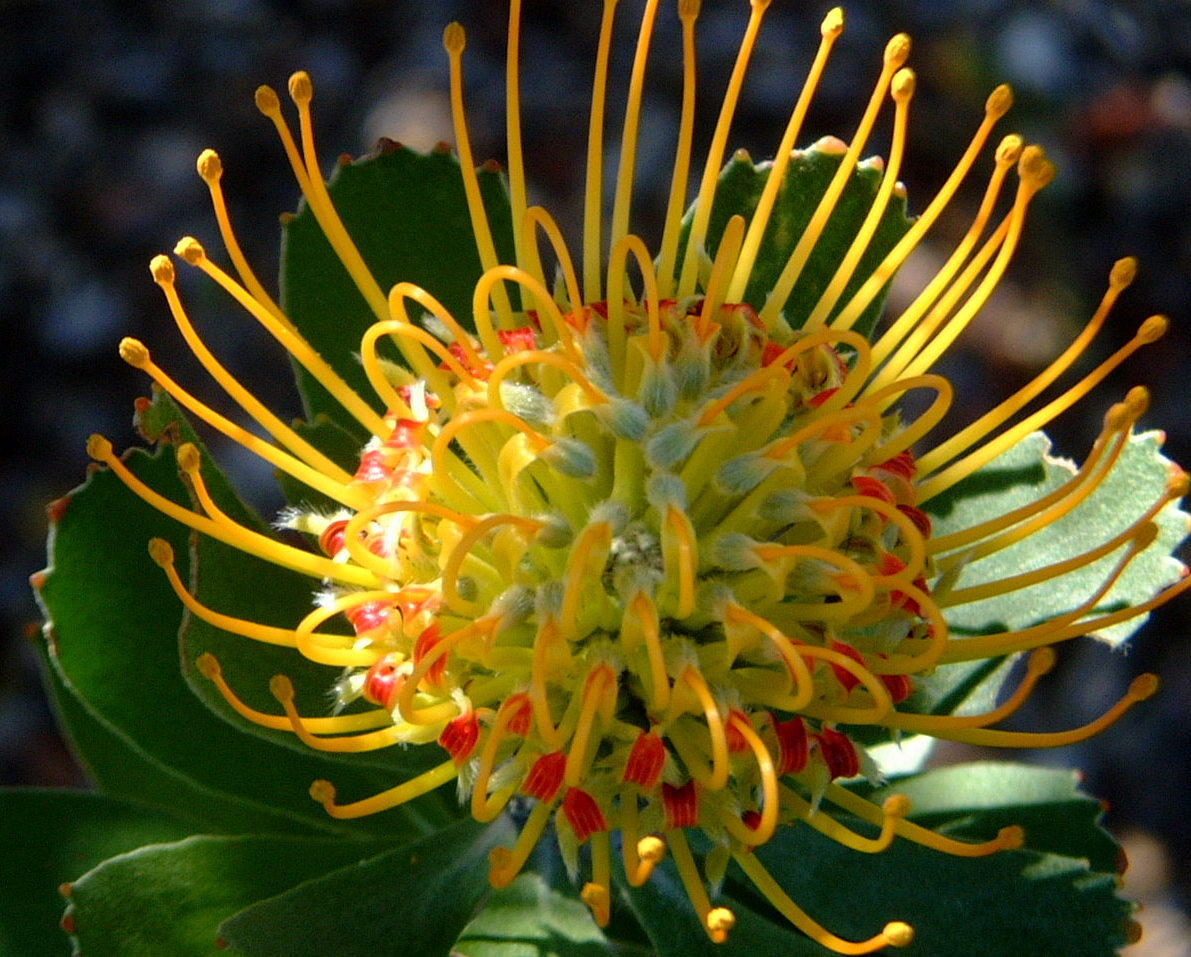
L. praecox
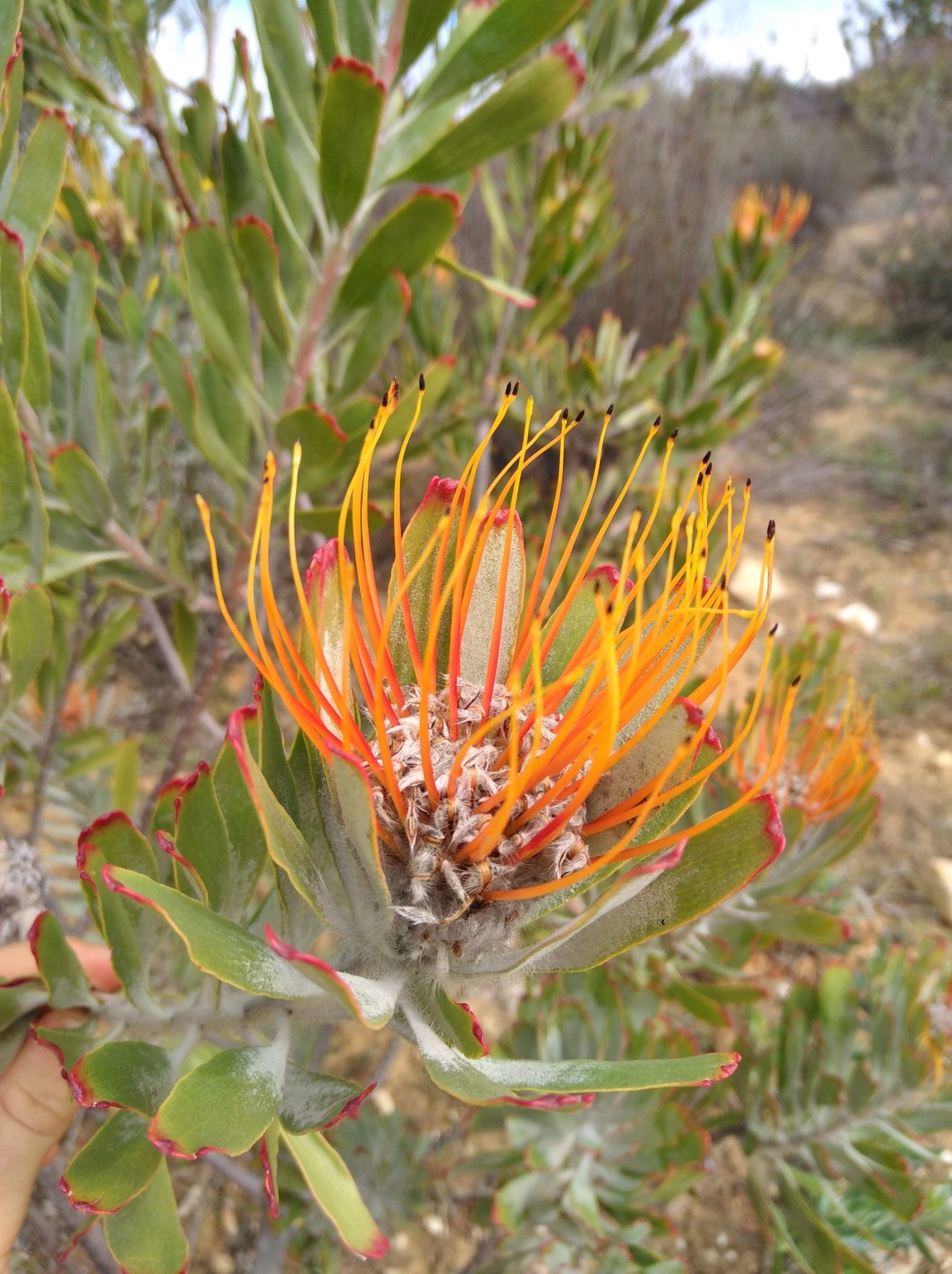
L. praemorsum
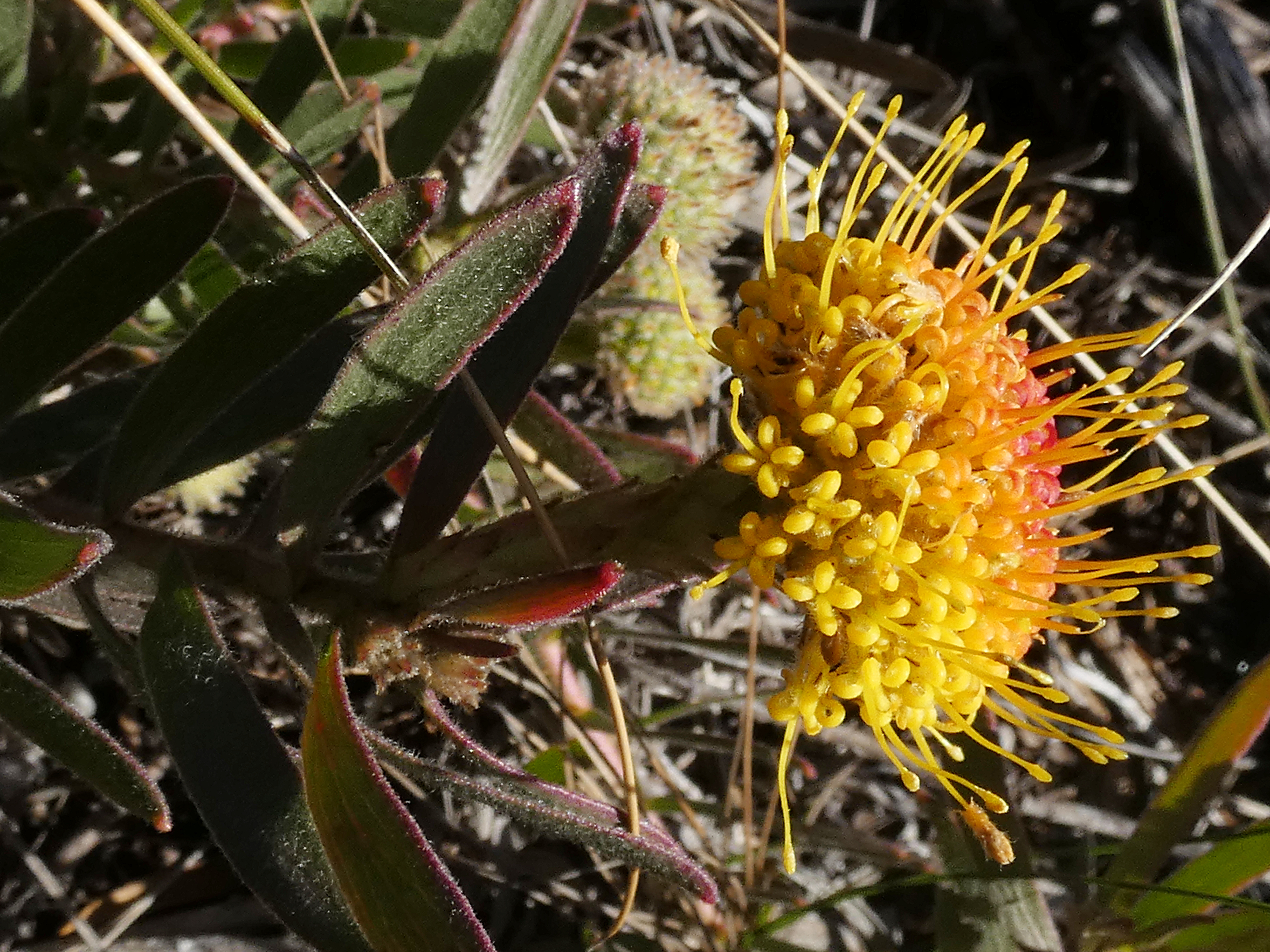
L. prostratum
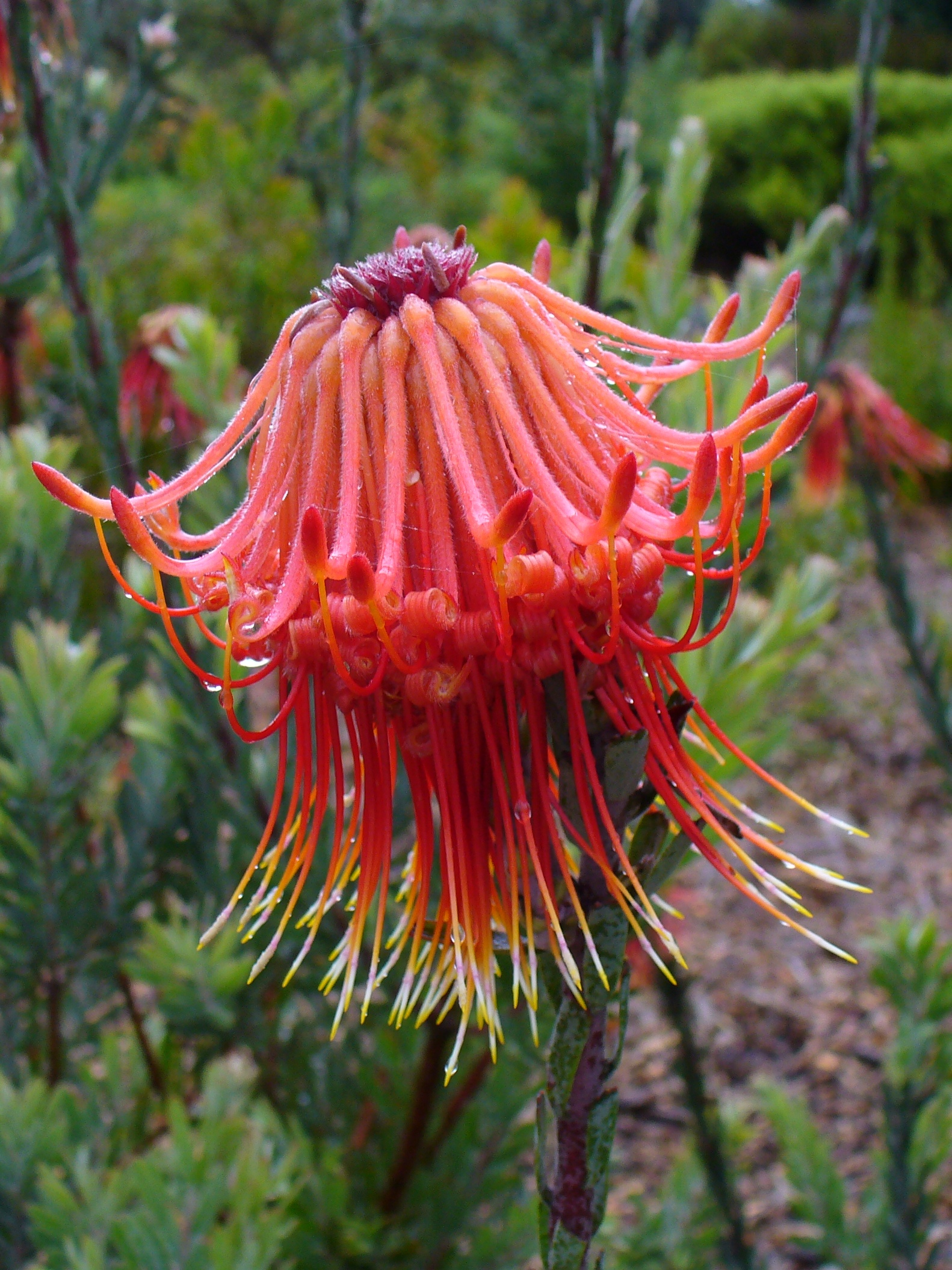
L. reflexum
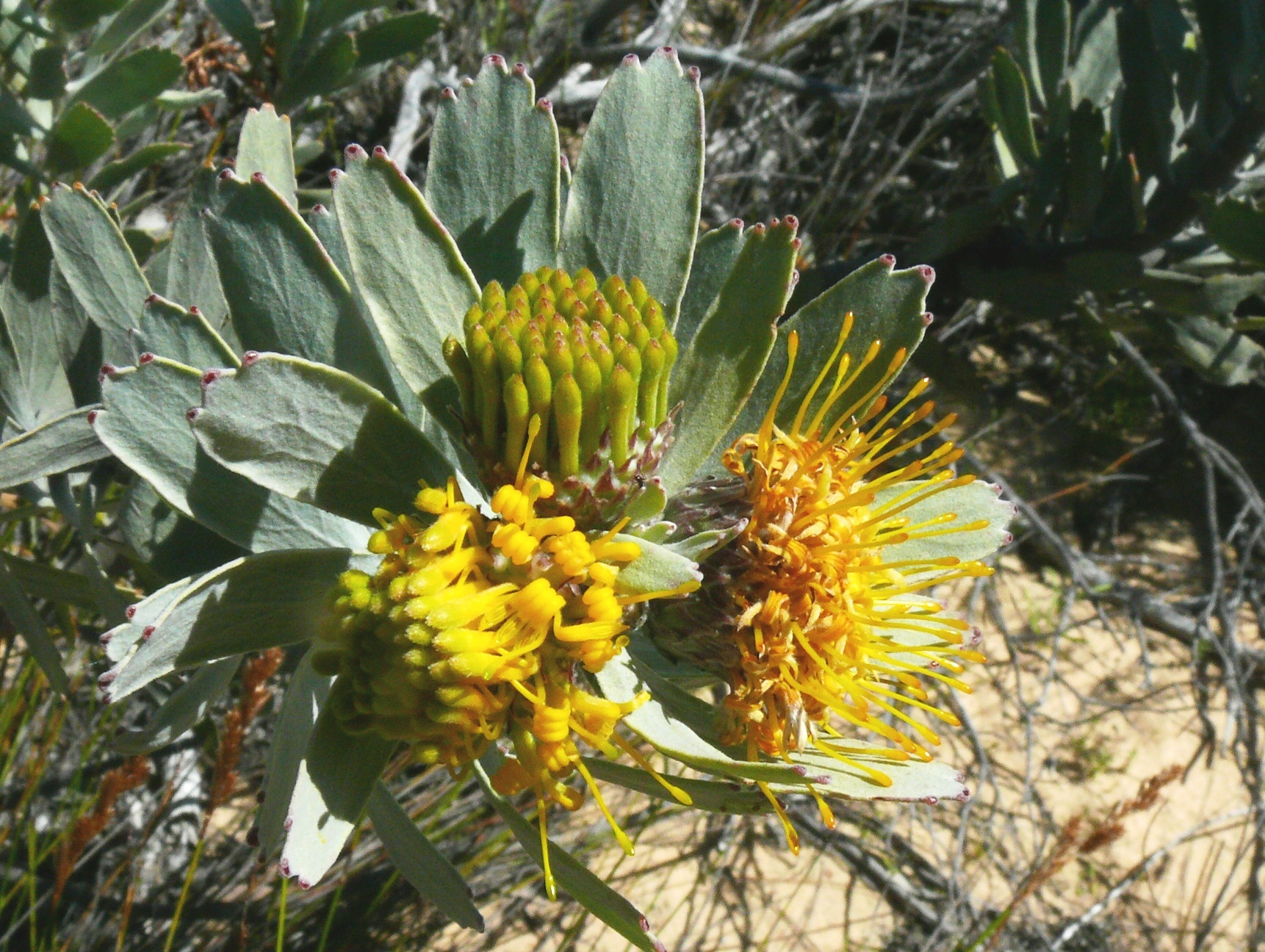
L. rodolentum
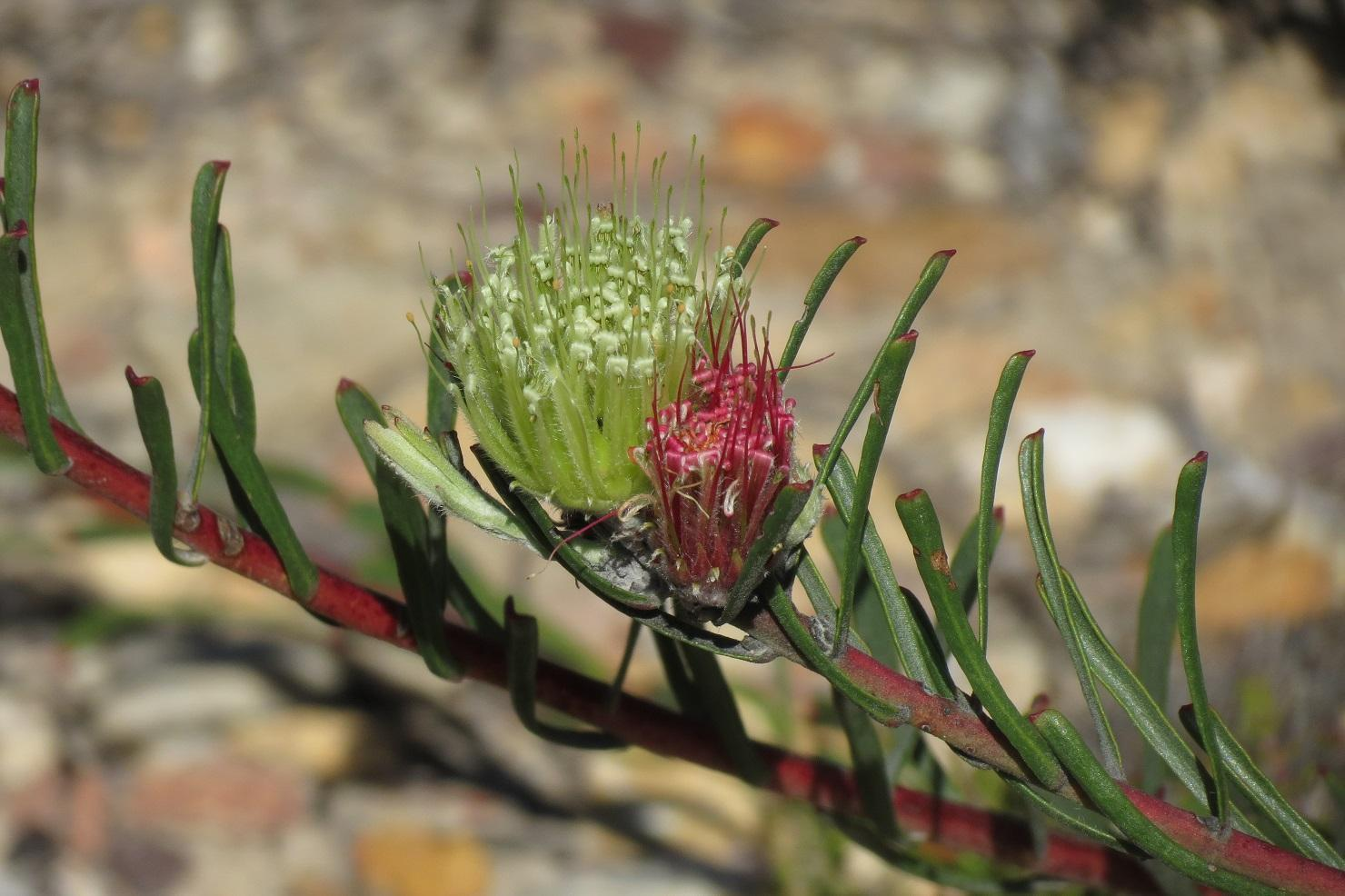
L. saxatile
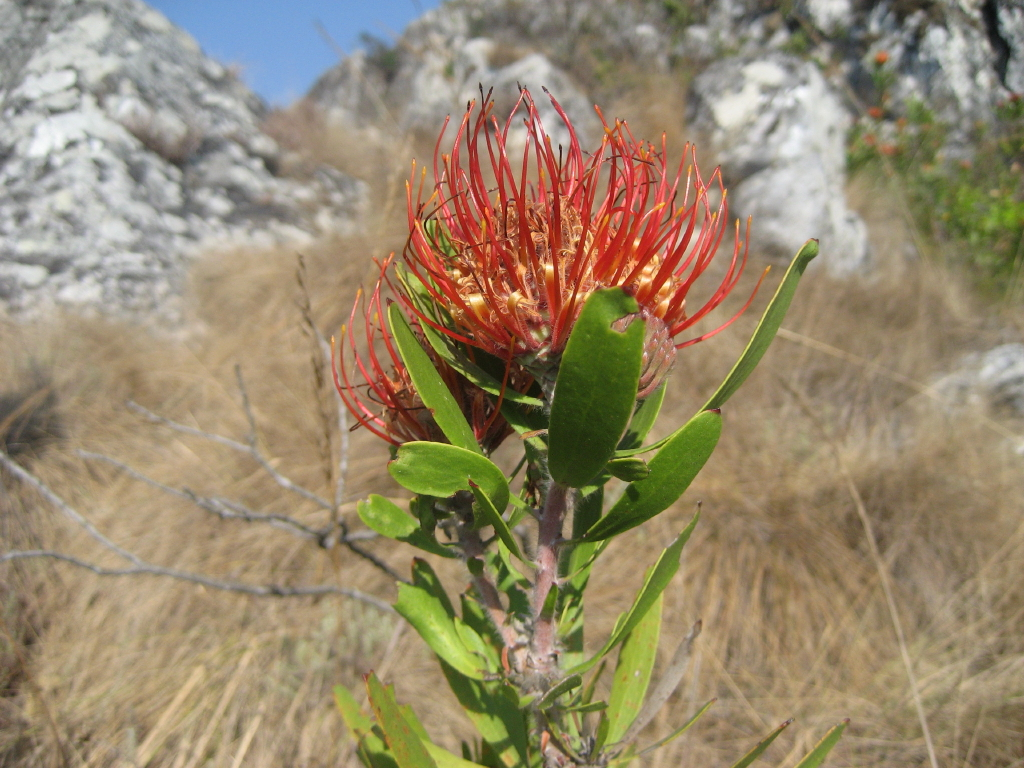
L. saxosum
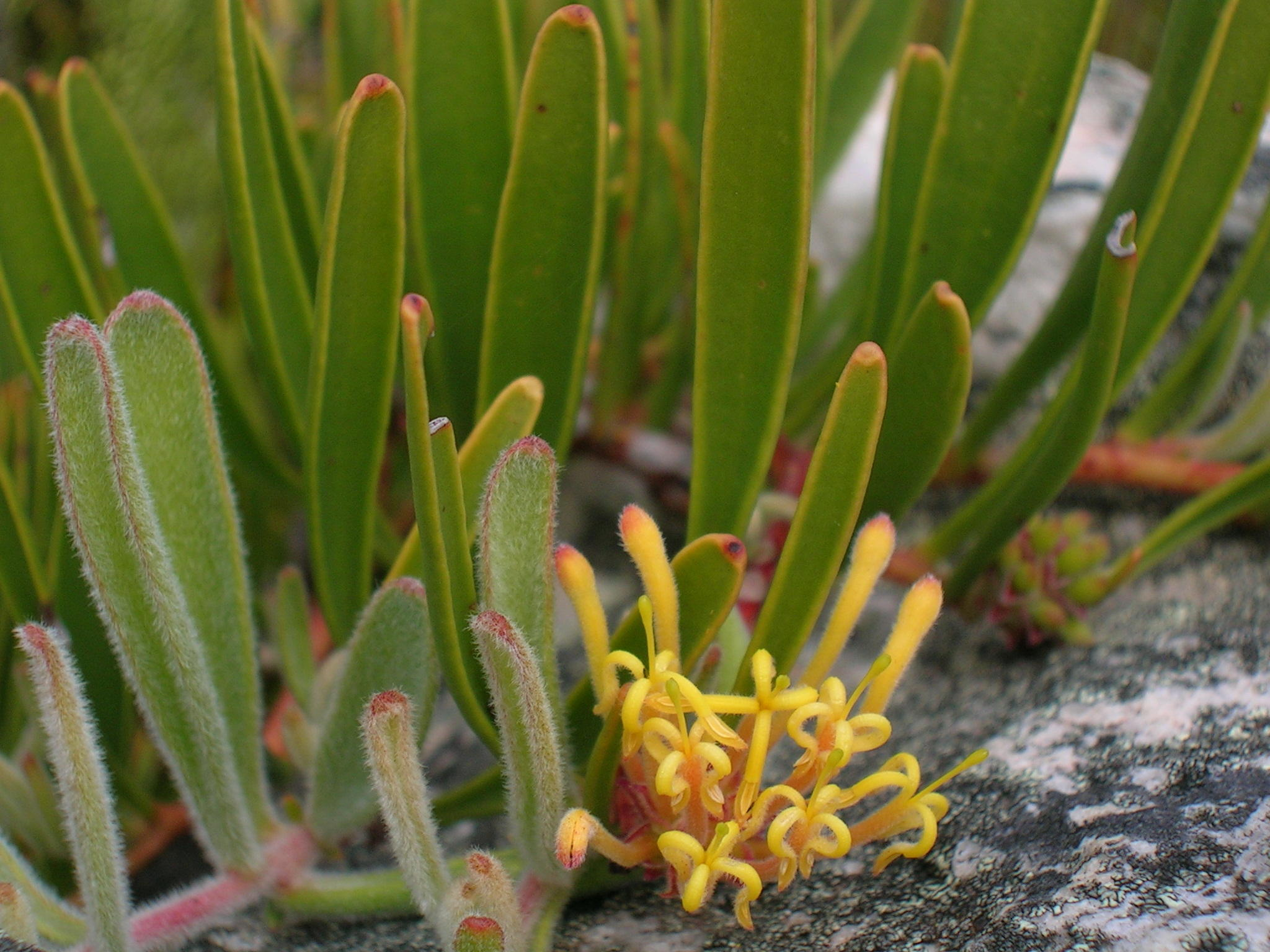
L. secundifolium
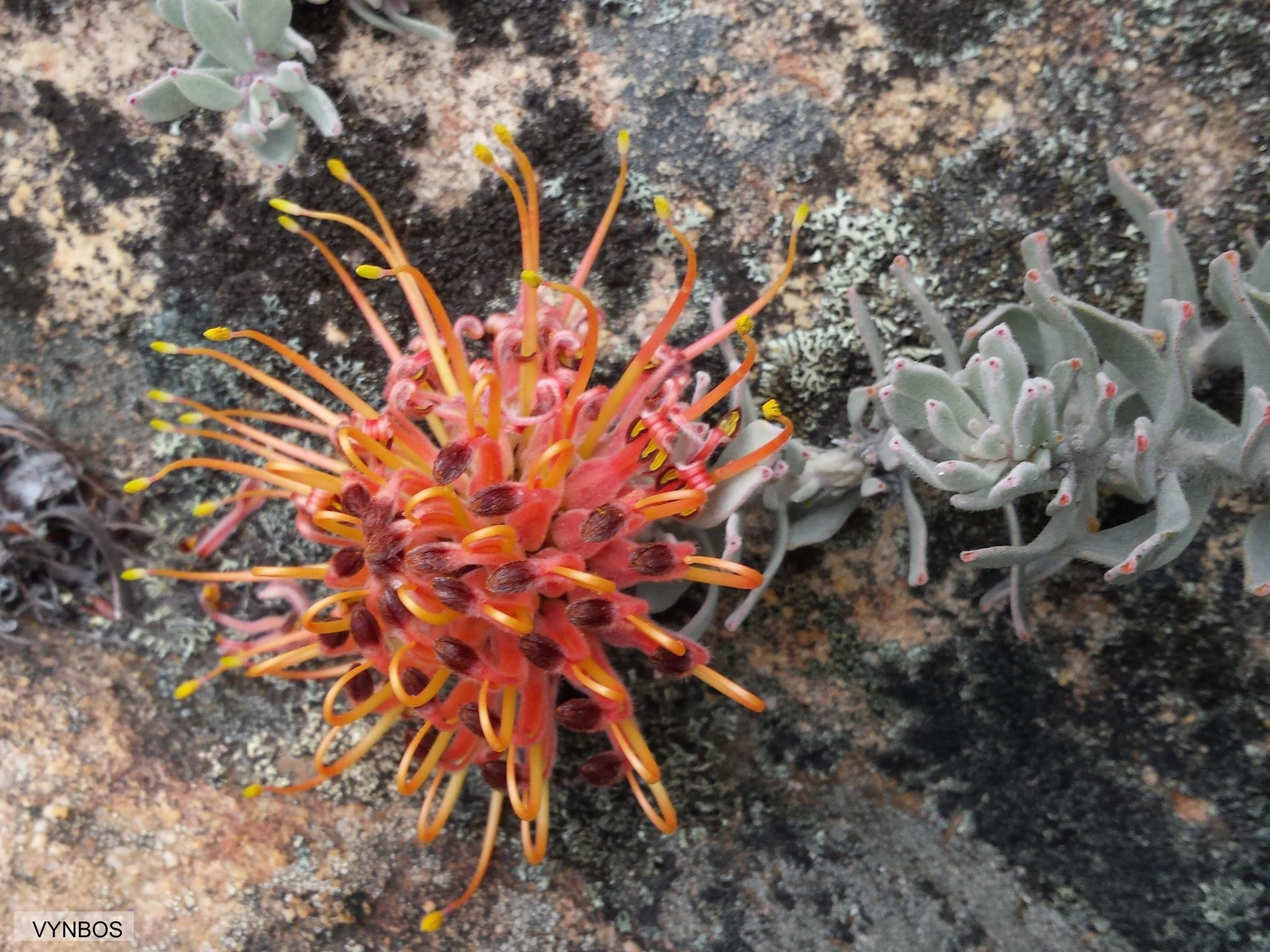
L. spathulatum
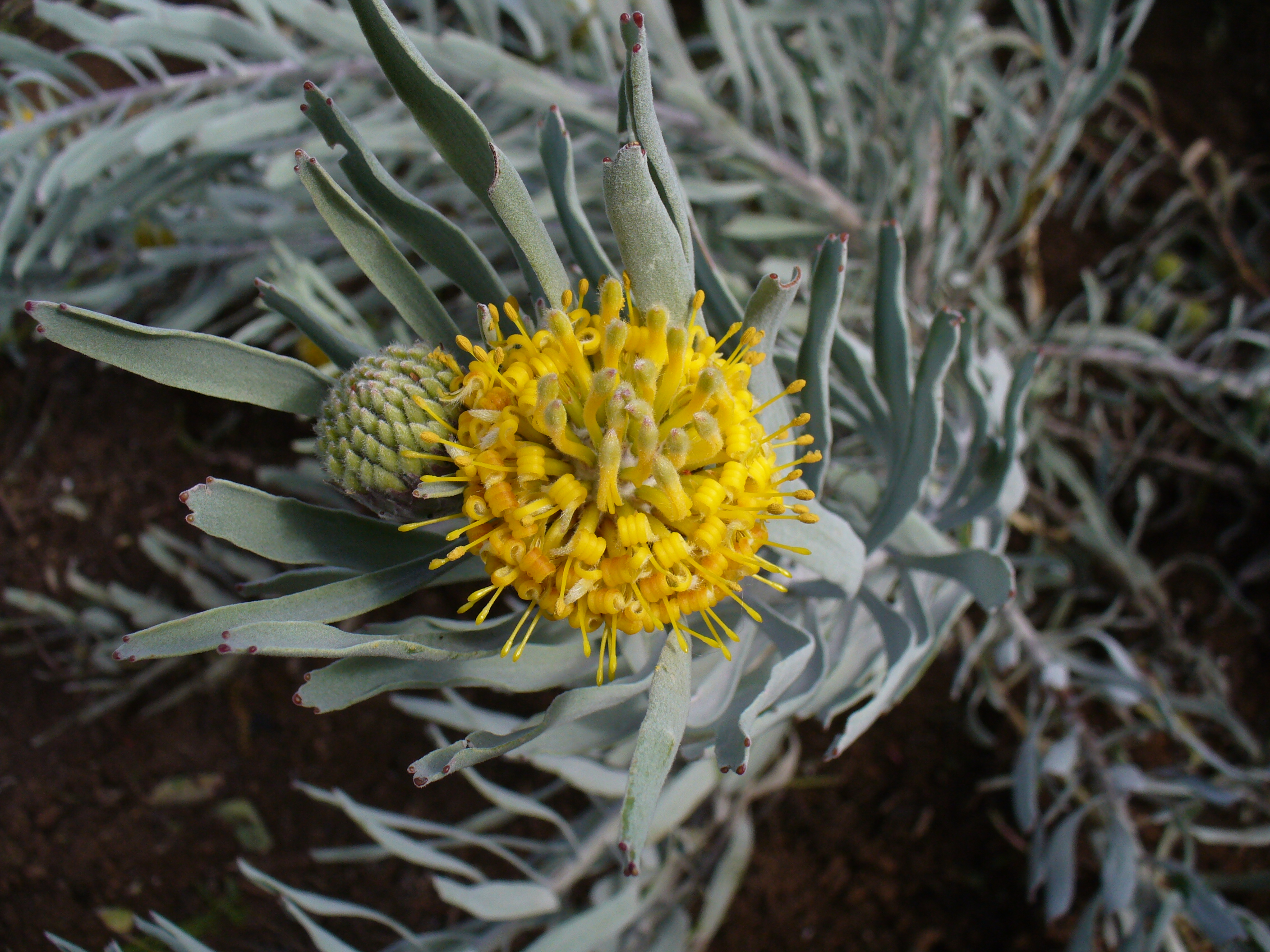
L. tomentosum
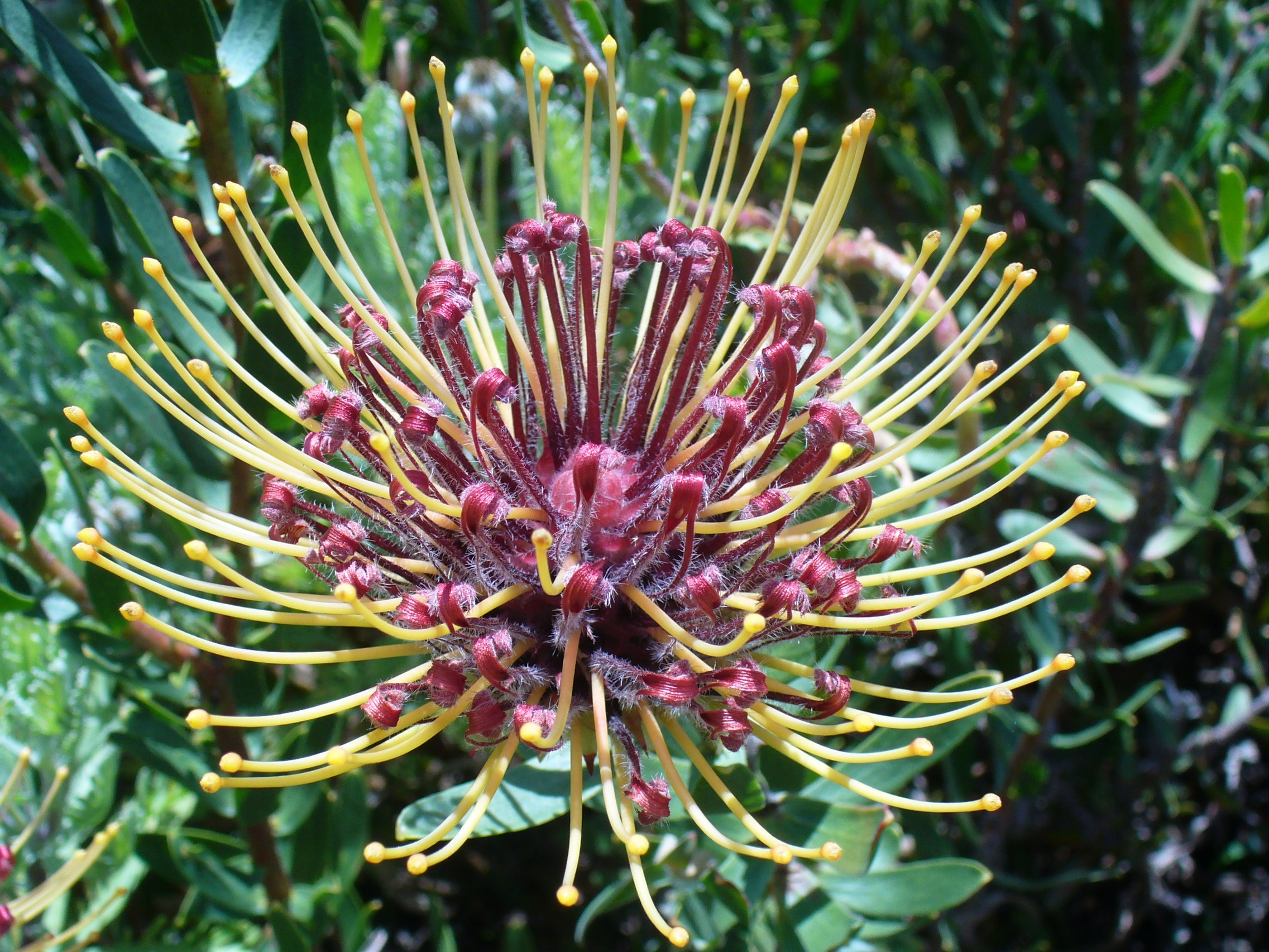
L. tottum
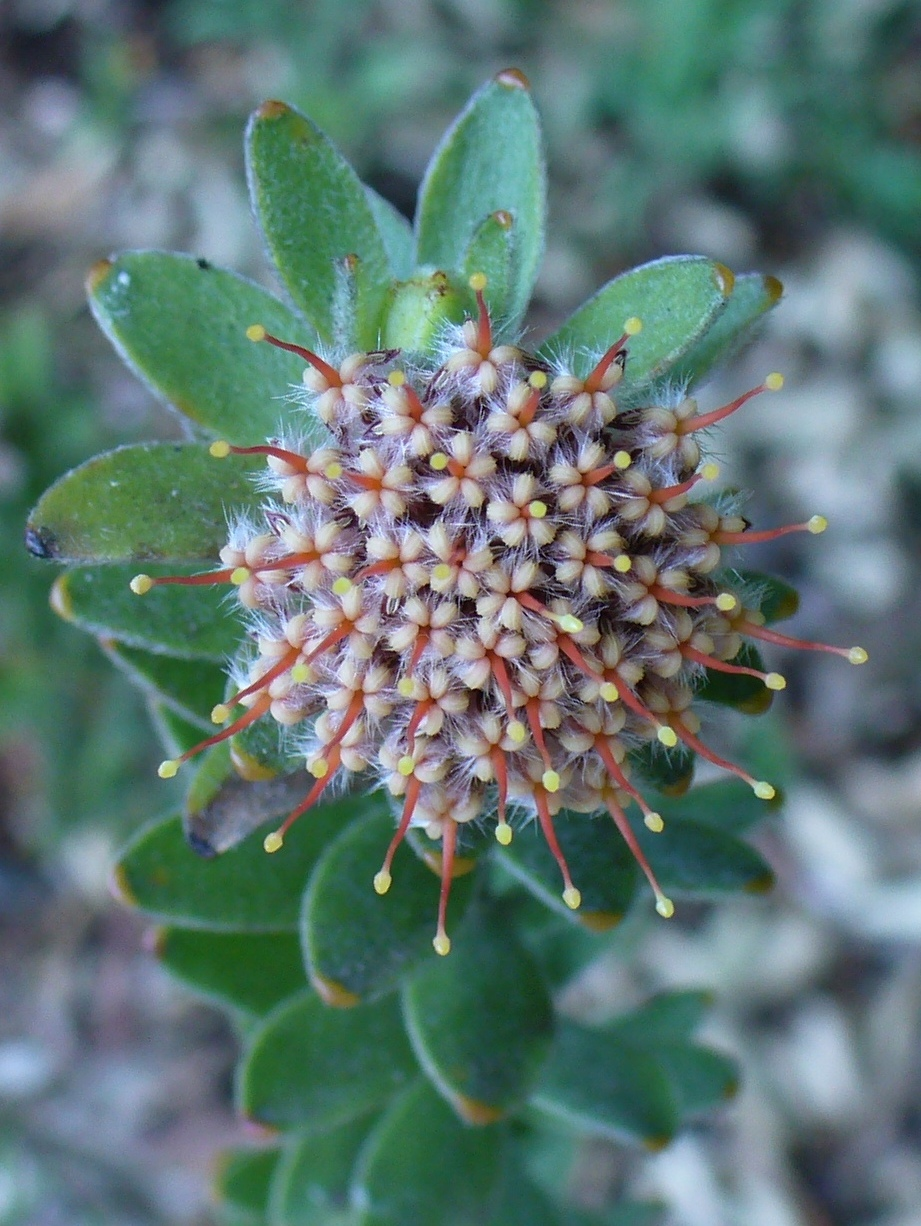
L. truncatumum
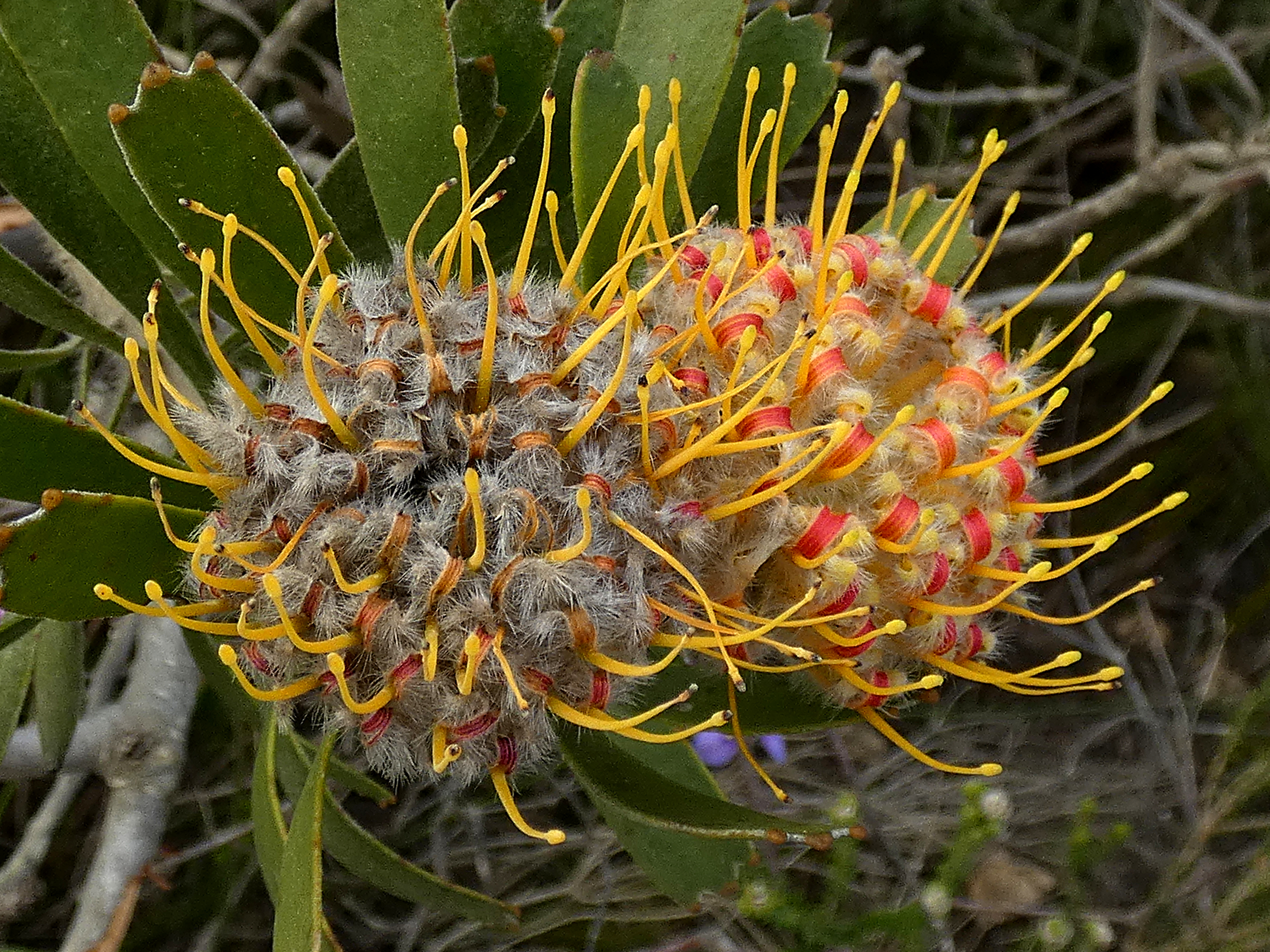
L. truncatum
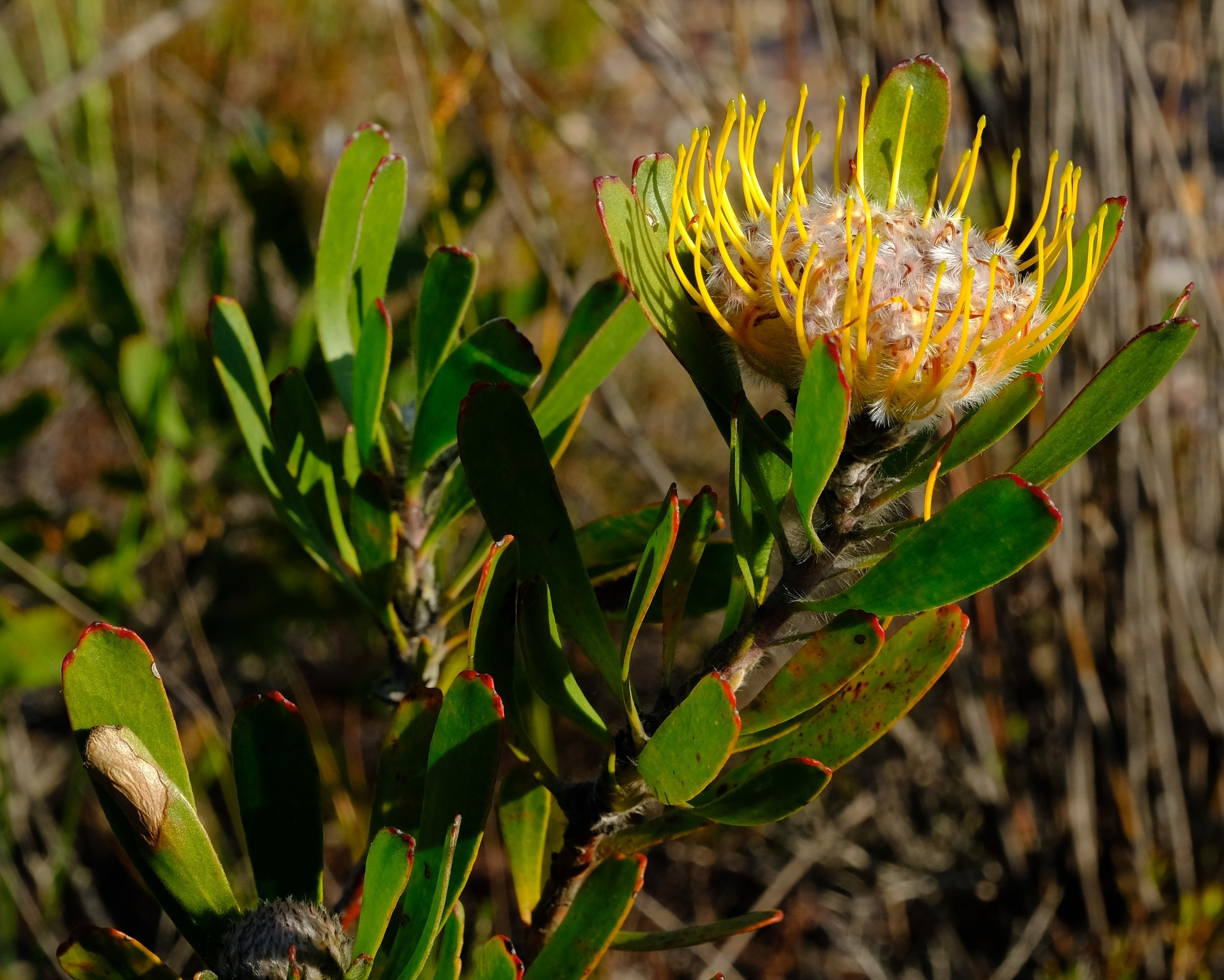
L. utriculosum
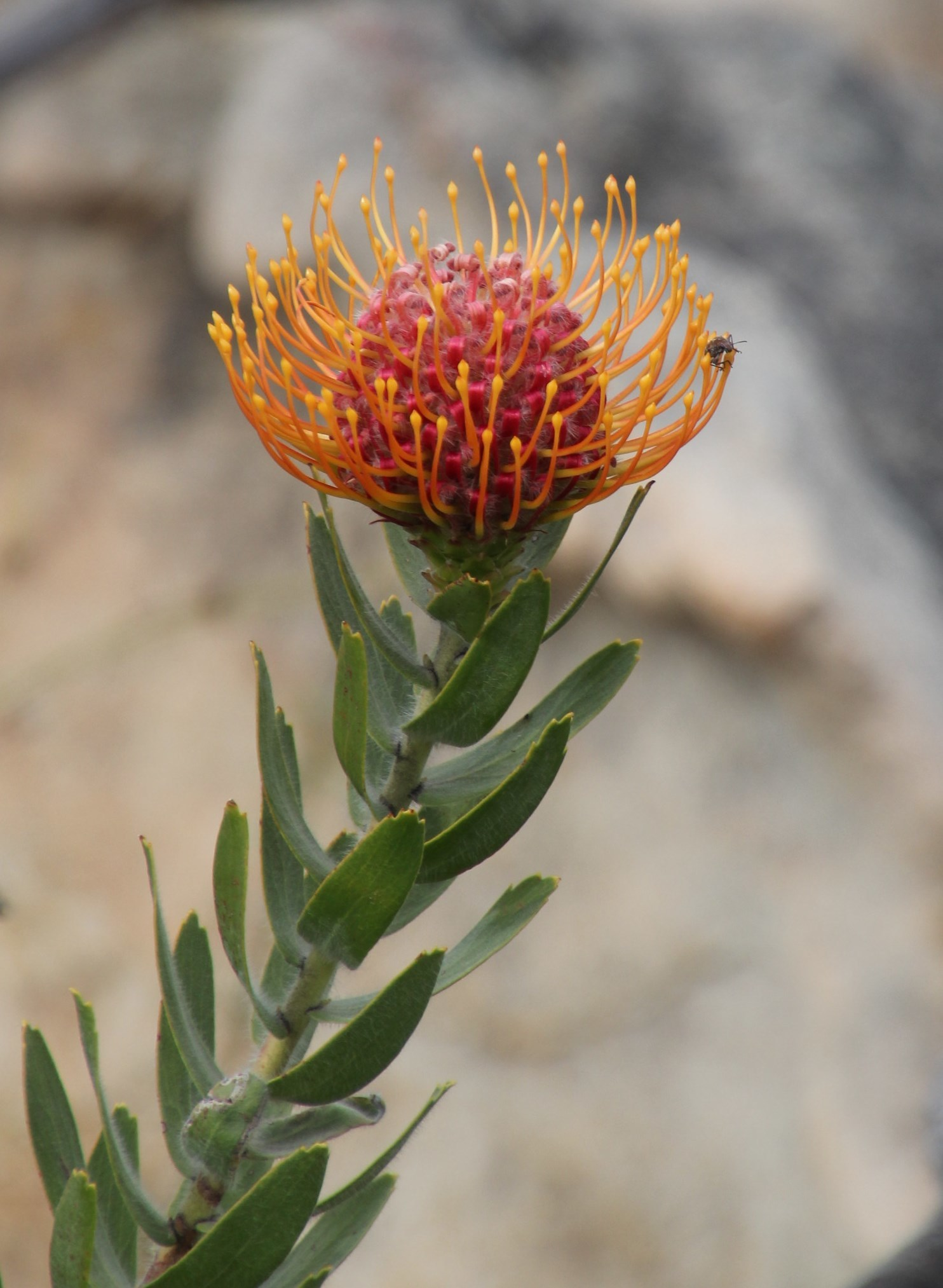
L. vestitum
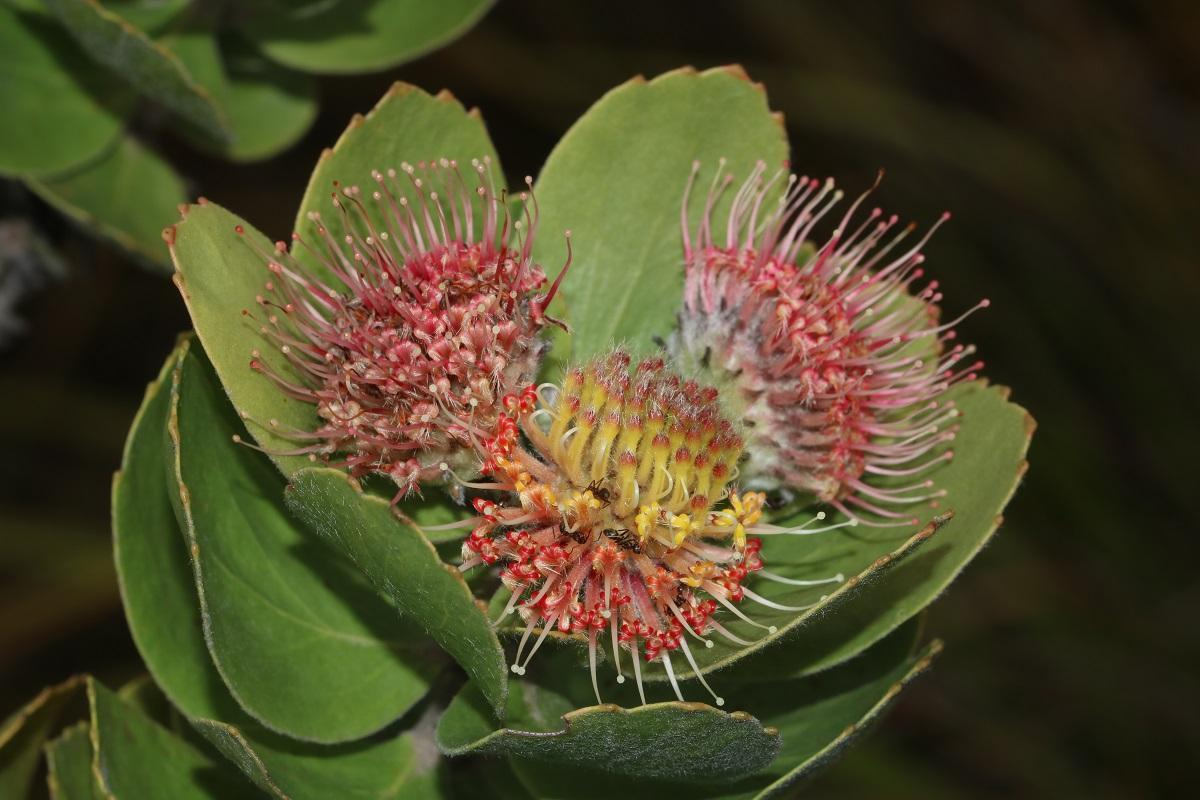
L. winteri
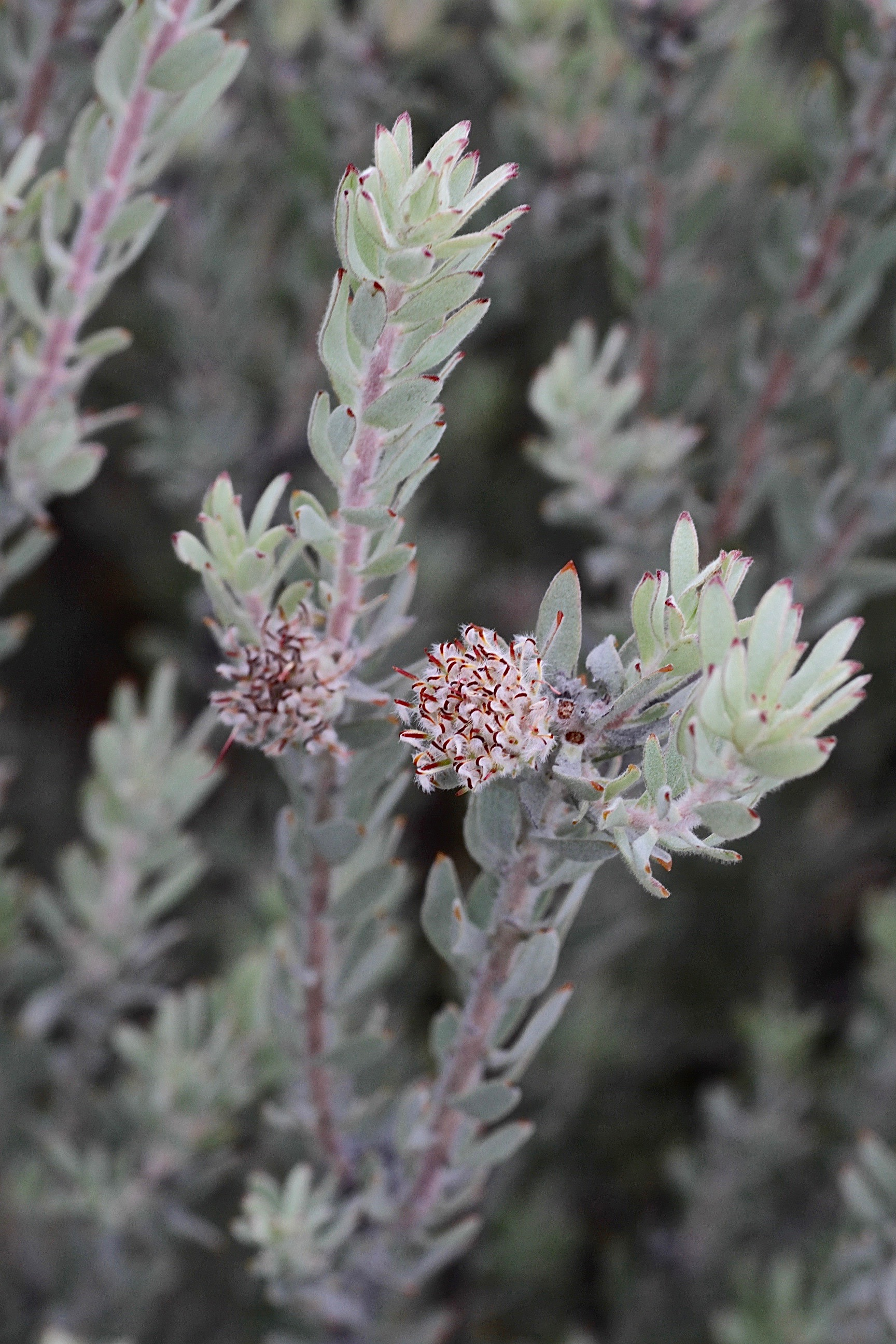
Л. Вітте-бергензе

## Розповсюдження
Рослини можна знайти лише у вузькій зоні від південно-західного мису, уздовж Великого укосу до східного Трансваалю та Свазіленду, а також двох ізольованих районів, одна в гірському хребті Чиманімані на кордоні Зімбабве та Мозамбіку, а інша в Намакваленді. Лише L. gerrardii, L. innovans і L. saxosum зустрічаються за межами Капського Флористичного району. 30 % видів зустрічається у вузькій смузі близько 200 км (120 миля) довго на південному узбережжі між Германусом і Вітсандом. Більшість окремих видів мають обмежене поширення, деякі з них досягають кількох квадратних кілометрів.

## Культивування
Розведення видів є важливим експортним продуктом у Південній Африці та кількох інших країнах. L. conocarpodendron, L. cordifolia, L. lineare, L. patersonii і L. vestitum і ряд гібридів продаються як зрізані квіти.